# Rennes-les-Bains
Pour les articles homonymes, voir Rennes (homonymie).
Rennes-les-Bains  ou Los Banhs de Rènnas en occitan languedocien, est une commune française, située dans le sud-ouest du département de l'Aude en région Occitanie.
Sur le plan historique et culturel, la commune fait partie du massif des Corbières, un chaos calcaire formant la transition entre le Massif central et les Pyrénées. Exposée à un climat méditerranéen, elle est drainée par la Blanque, le Rialsesse, la Sals, le ruisseau de Bézis et par divers autres petits cours d'eau. La commune possède un patrimoine naturel remarquable : un site Natura 2000 (les « hautes Corbières ») et trois zones naturelles d'intérêt écologique, faunistique et floristique.
Rennes-les-Bains est une commune rurale qui compte 224 habitants en 2022, après avoir connu un pic de population de 522 habitants en 1836. Ses habitants sont appelés les Rennois et ses habitantes les Rennoises.
Le territoire communal se rattachait, historiquement, à un ancien comté carolingien dénommé le Razès au pied de l'oppidum historique dénommé « Rhedae » et qui semble devoir correspondre l'emplacement même du bourg central de Rennes-le-Château, commune voisine et limitrophe située à l'ouest de Rennes-les-Bains. En outre, ce territoire est situé géographiquement dans le massif des Corbières, plus précisément dans sa partie occidentale, non loin du point culminant de ce massif, le Pic de Bugarach.
Rennes-les-Bains est la seule station thermale consacrée au traitement du rhumatisme, située dans le département de l'Aude et dont l’exploitation des eaux pour des vertus curatives est connue depuis l'Antiquité.
Le territoire du petit village se positionne sur le tracé du Méridien de Paris, et donc sur la route de la Méridienne Verte qui traverse 336 autres communes françaises.

## Géographie

### Situation et description

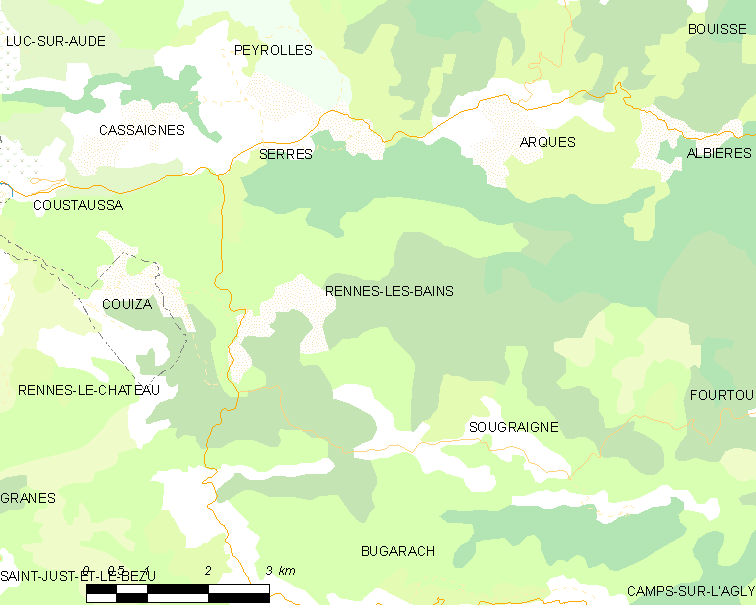
Plan de Rennes-les-Bains.

Rennes-les-Bains est située dans le Sud de la France, en région Occitanie à environ (depuis la mairie à vol d'oiseau) 103 km de Toulouse, 147 km de Montpellier, 253 km de Marseille, 315 km de Bordeaux, 409 km de Nice, 655 km de Rennes, 716 km de Reims, 757 km de Strasbourg, 858 km de Lille, et 660 km de Paris.
Rennes-les-Bains est une petite agglomération à vocation rurale mais aussi une Station thermale connue depuis l'Antiquité. Ce petit village se situe dans la région touristique de la haute vallée de l’Aude et son centre est traversé par la rivière Sals.
Au niveau départemental, la commune est située à 10 km de Rennes-le-Château, 12 km d'Espéraza, 10 km de Couiza, 24 km de Limoux et 50 km de Carcassonne.
Le Razès

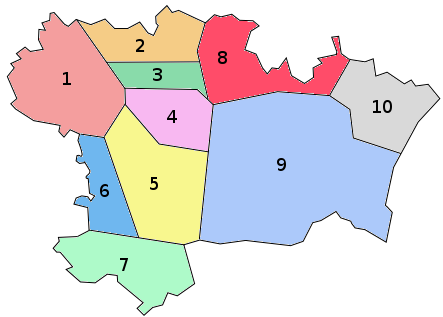
Régions naturelles de l'Aude.
Le Razès représente la partie en jaune notée en 5.

Rennes-les-bains se situe également dans la micro région touristique du Razès qui est entièrement située dans le département de l'Aude.
Il s'agit d'une région très rurale, assez peu peuplée, dont le paysage composée de collines plutôt modestes à l'est, et au nord-est, et des zones montagneuses plus élevées vers l'ouest. La région se situe à la rencontre du climat méditerranéen et des climats océaniques et montagneux qui favorisent la cohabitation d'espèces de plantes (flores et arbres) très différentes.
A l’est de cette micro-région, les vignes du Razès-Limouxin rencontrent les vignes des Corbières.
Le canton de Couiza (avant 2015) et le canton de Quillan (après 2015)

Les nouveaux cantons de l'Aude en 2015. Le canton de Quillan représente la partie en turquoise notée en 14.

La commune de Rennes-les-Bains a fait partie durant plus de deux siècles (1805 - 2015) du territoire du canton de Couiza avec ses communes voisines (Rennes-le-Château, Bugarach, Coustaussa, Sougraigne et Espéraza), mais à la suite d'un nouveau découpage territorial de l'Aude entré en vigueur en mars 2015, défini par le décret du 21 février 2014, en application des lois du 17 mai 2013 (loi organique 2013-402 et loi 2013-403) et depuis les élections départementales françaises de 2015 qui lancèrent la mise en place de ces nouveaux cantons, représentés par des élus constitués en binômes mixtes, la commune s'inscrit dans le nouveau canton de Quillan qui englobe toute la partie sud du département de l'Aude, dont les anciens cantons de Couiza, d'Axat, et de Quillan et une partie du canton de Chalabre.

### Communes limitrophes
Les communes limitrophes sont Arques, Cassaignes, Couiza, Coustaussa, Peyrolles, Rennes-le-Château, Serres et Sougraigne.
| Cassaignes, Coustaussa | Serres           | Peyrolles  |
| Couiza                 | Rennes-les-Bains | Arques     |
| Rennes-le-Château      |                  | Sougraigne |

### Hameaux et écarts de la commune
Hameaux, lieux-dits et écarts du territoire de Rennes-les-Bains
- Bezis de bas
- Bidobres
- Montferrand
- Les Courtals
- Le Soula
- Las Heros
- Las Artigos
- A Favie
- La Soularet
- L'homme mort
- La forêt
- Coume d'en Sidboude
- Coume Sourde
- Col Doux
- La Bernède (camping)
- Le Caousadel
- Le Camp de Fos
- le Camp de l'Auzine

### Climat
Pour des articles plus généraux, voir Climat de l'Occitanie et Climat de l'Aude.
En 2010, le climat de la commune est de type climat méditerranéen altéré, selon une étude s'appuyant sur une série de données couvrant la période 1971-2000. En 2020, Météo-France publie une typologie des climats de la France métropolitaine dans laquelle la commune est exposée à un climat de montagne ou de marges de montagne et est dans la région climatique Pyrénées orientales, caractérisée par une faible pluviométrie, un très bon ensoleillement (2 600 h/an), un air sec, particulièrement en hiver et peu de brouillards.
Pour la période 1971-2000, la température annuelle moyenne est de 12,9 °C, avec une amplitude thermique annuelle de 15,1 °C. Le cumul annuel moyen de précipitations est de 816 mm, avec 9 jours de précipitations en janvier et 4,9 jours en juillet. Pour la période 1991-2020, la température moyenne annuelle observée sur la station météorologique la plus proche, située sur la commune de Granès à 6 km à vol d'oiseau, est de 13,5 °C et le cumul annuel moyen de précipitations est de 724,6 mm,. Pour l'avenir, les paramètres climatiques de la commune estimés pour 2050 selon différents scénarios d’émission de gaz à effet de serre sont consultables sur un site dédié publié par Météo-France en novembre 2022.

### Géologie et relief

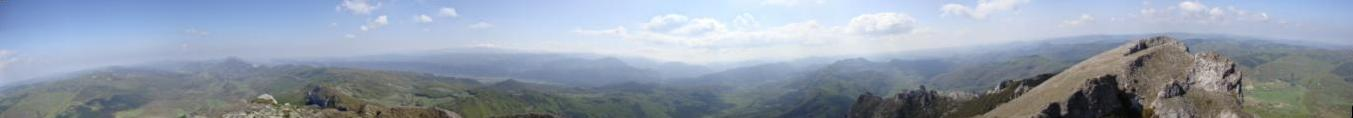
Les Corbières depuis le Puech de Bugarach, vue à 360° depuis le sommet.

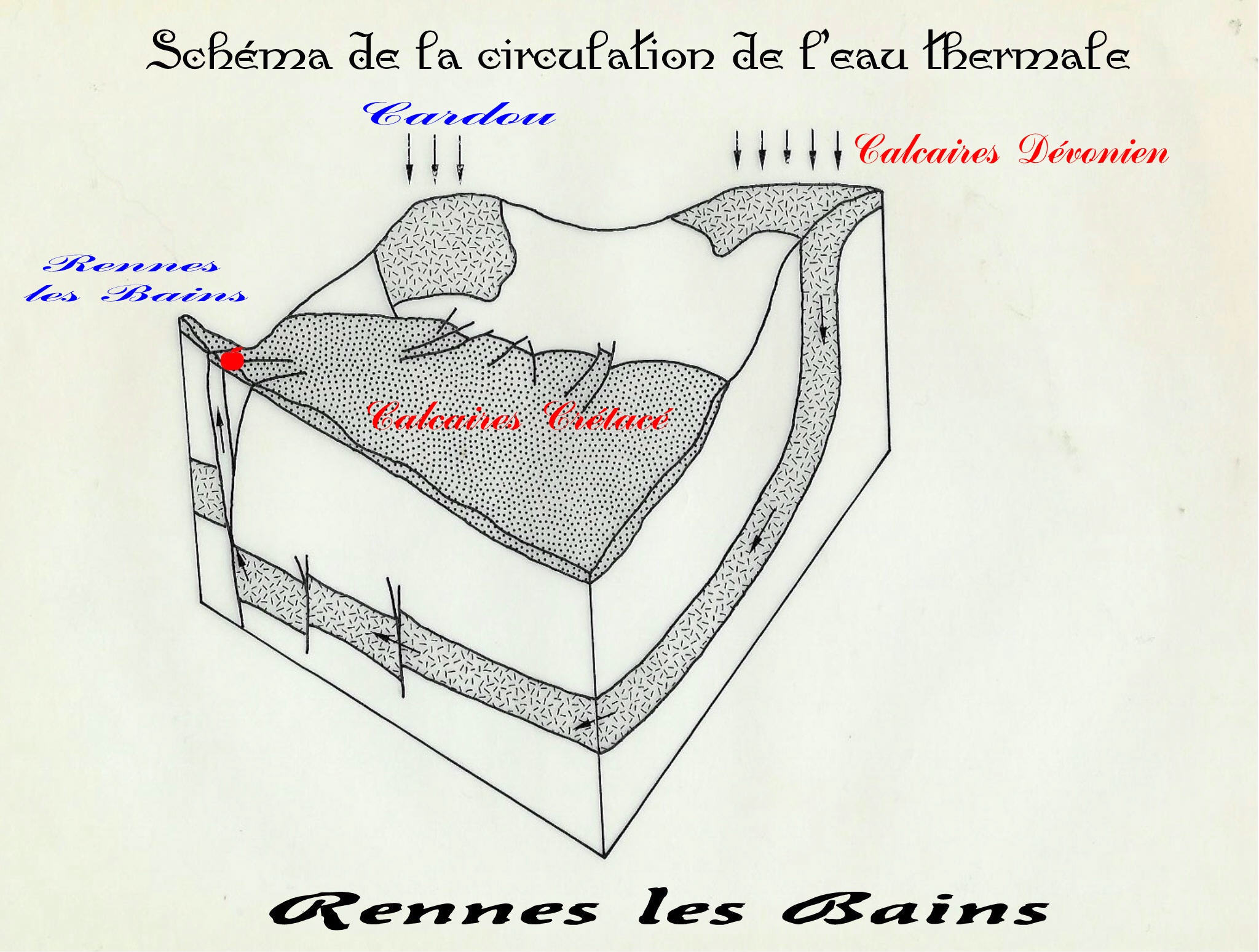
Schéma de la circulation des eaux thermales à Rennes-les-Bains.

La première caractéristique géologique de Rennes-les-Bains s'établit, bien évidemment, au sujet de ses eaux thermales qui émergent à faible profondeur des calcaires du Crétacé datant de la fin du Mésozoïque, et en bordure de l'affluent de l'Aude, la Sals.
Cependant, selon le site officiel du Pays de Couiza, l'origine se trouve dans les calcaires dévoniens constitués durant l'ère primaire, karstifiés du plateau voisin de Mouthoumet. Ces calcaires permettent l’infiltration de l’eau qui est ensuite prise au piège et chauffée en profondeur dans des schistes imperméables constituées de marnes. Celle-ci remonte ensuite vers la surface à la faveur de nombreuses failles. Le déplacement de ces eaux souterraines s'est établi durant 15 milliers d'années.
Le massif des Corbières dans lequel se trouve l'ensemble du territoire de Rennes-le-Château est situé dans la zone sous-pyrénéenne qui forme une transition entre le Massif central, la Montagne noire située au nord des Corbières, et le massif des Pyrénées, situé plus au sud. Ce massif montagneux est apparu il y a 65 millions d'années, durant le tertiaire, lors du rapprochement de la plaque ibérique sur le continent européen.
Cette région est géologiquement caractérisée par un morceau de socle primaire constitué de calcaire et de schistes, notamment du plateau de Mouthoumet, déjà cité, et d'un pli pyrénéen, le Pic de Bugarach, situé à quelques kilomètres au sud-est de Rennes-le-Château.

### Hydrographie

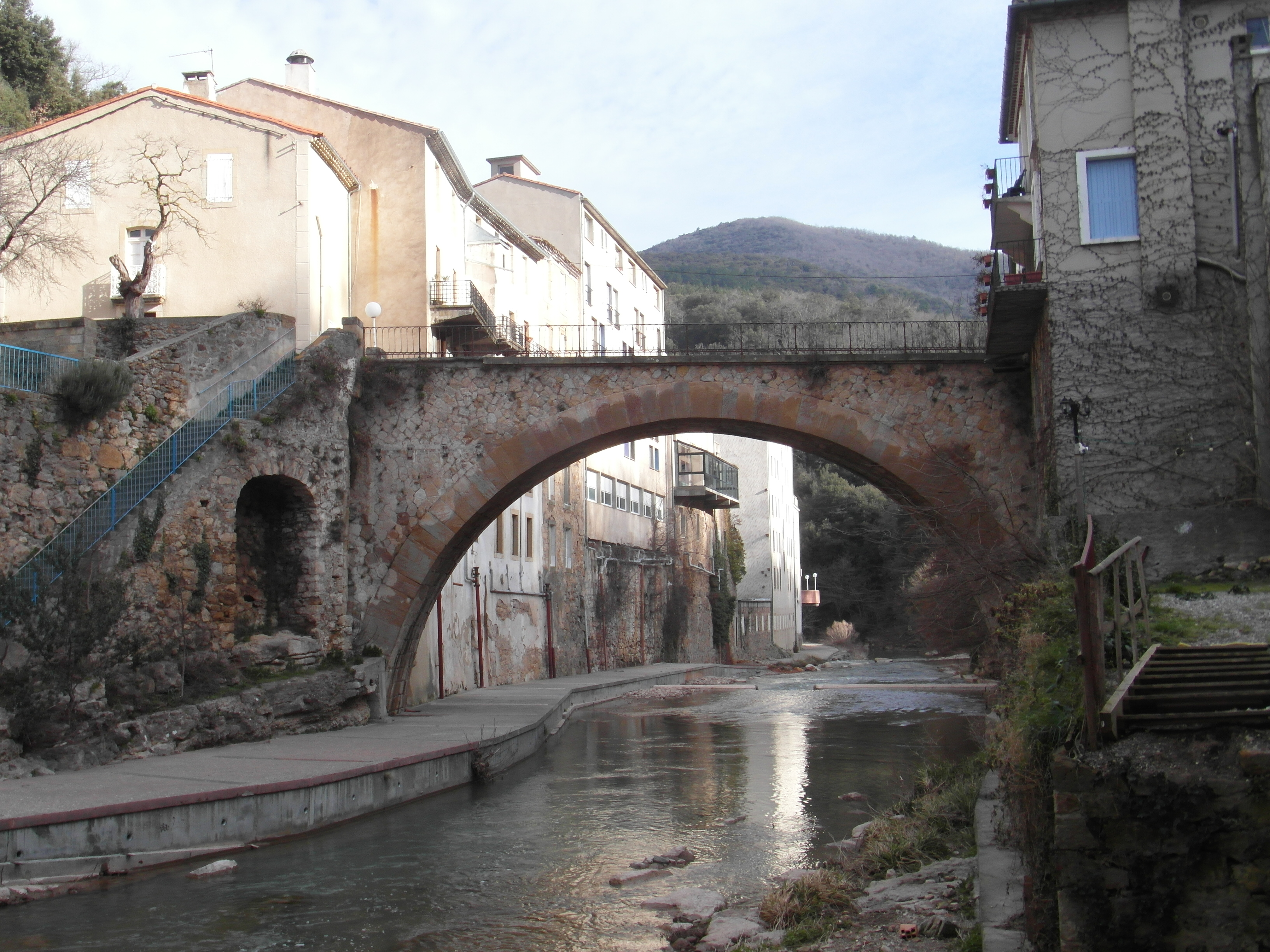
La Sals à Rennes-les-Bains.

La commune de Rennes-les-Bains abrite deux rivières notables sur son territoire :
- la Sals, petite rivière au débit assez irrégulier de 19,9 km, affluent de l'Aude qu'elle rejoint à Couiza ;
- la Blanque, rivière à peine plus courte et d'un débit tout aussi irrégulier de 14,7 km, affluent gauche de la Sals, donc sous-affluent de l'Aude.

En outre, le territoire de la commune est sillonné par quelques ruisseaux aux débits très irréguliers, dont notamment :
- le ruisseau du Coudal ;
- le ruisseau de Bézis ;
- le ruisseau de la Dous ;
- le ruisseau de la Forêt ;
- le ruisseau de Las Breiches.

### Voies de communication et transports
Le réseau routier

Le territoire de la commune de Rennes-le-Château est relié à la commune de Couiza, siège de la Communauté de communes du Pays de Couiza par la route départementale 14 et la route départementale 613. La commune est également reliée à la commune de Sougraigne par la route départementale 74, ainsi qu'à la commune de Bugarach et au château cathare de Peyrepertuse ainsi qu'à la commune de Saint-Paul-de-Fenouillet, située dans le département des Pyrénées-Orientales par la route départementale 14.
Le transport ferroviaire

La gare ferroviaire la plus proche est la gare de Couiza - Montazels, située sur la ligne de Carcassonne à Rivesaltes et sur le territoire de la commune de Montazels, à proximité de Couiza, dans le département de l'Aude en région Languedoc-Roussillon. Cette gare SNCF se situe à 9 km de Rennes-les Bains.
Le Transport routier

La commune de Rennes-les-Bains est reliée à la commune de Couiza, par la ligne 38 du réseau interurbain de l'Aude. L'exploitation du réseau est déléguée à un grand nombre de sociétés de transport de la région par l'autorité organisatrice des transports qui est le conseil général de l'Aude. Le réseau est exploité sous la marque Audelignes.

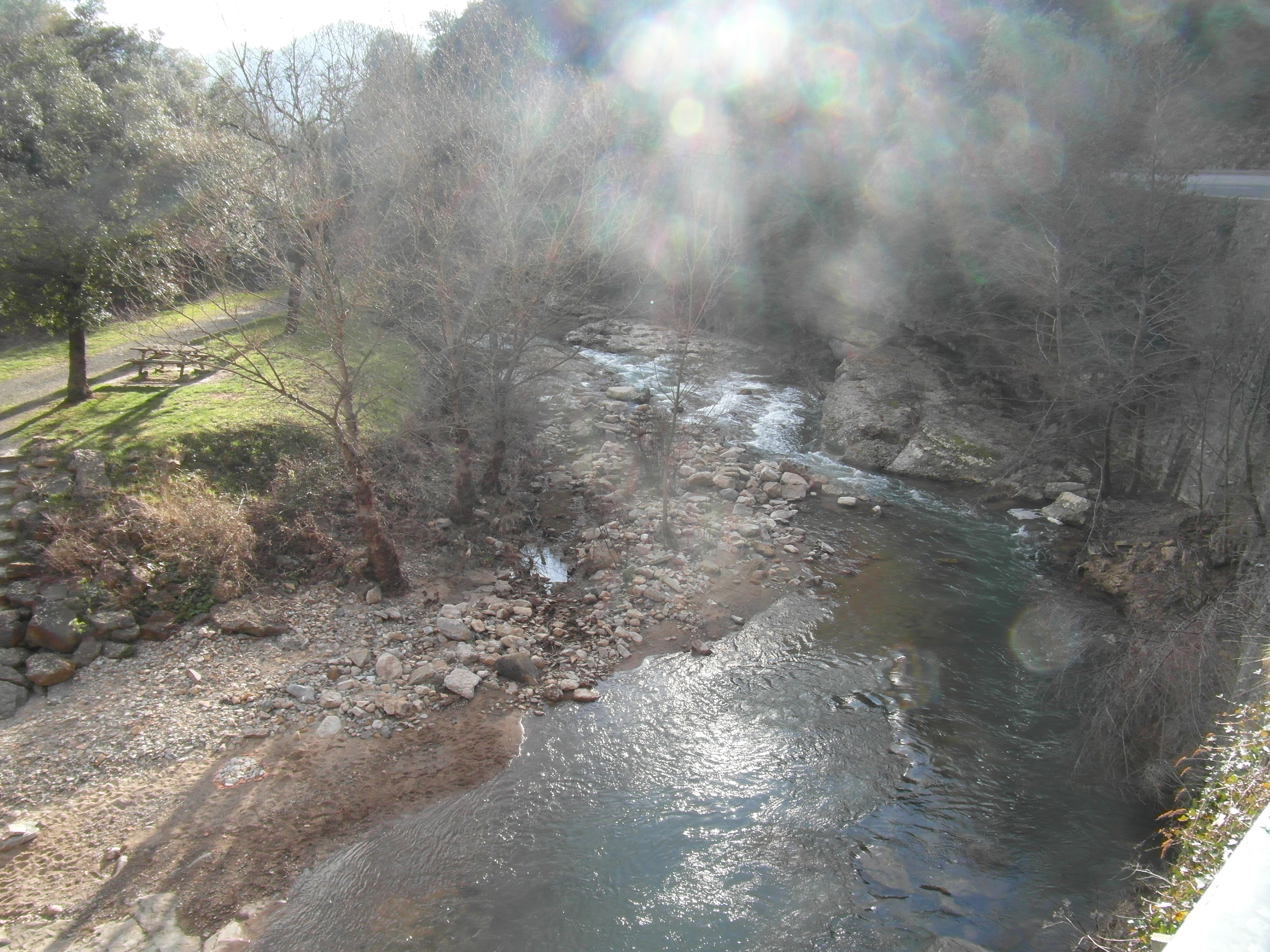
La rivière Sals près de Rennes-les-Bains.

### Milieux naturels et biodiversité

#### Réseau Natura 2000

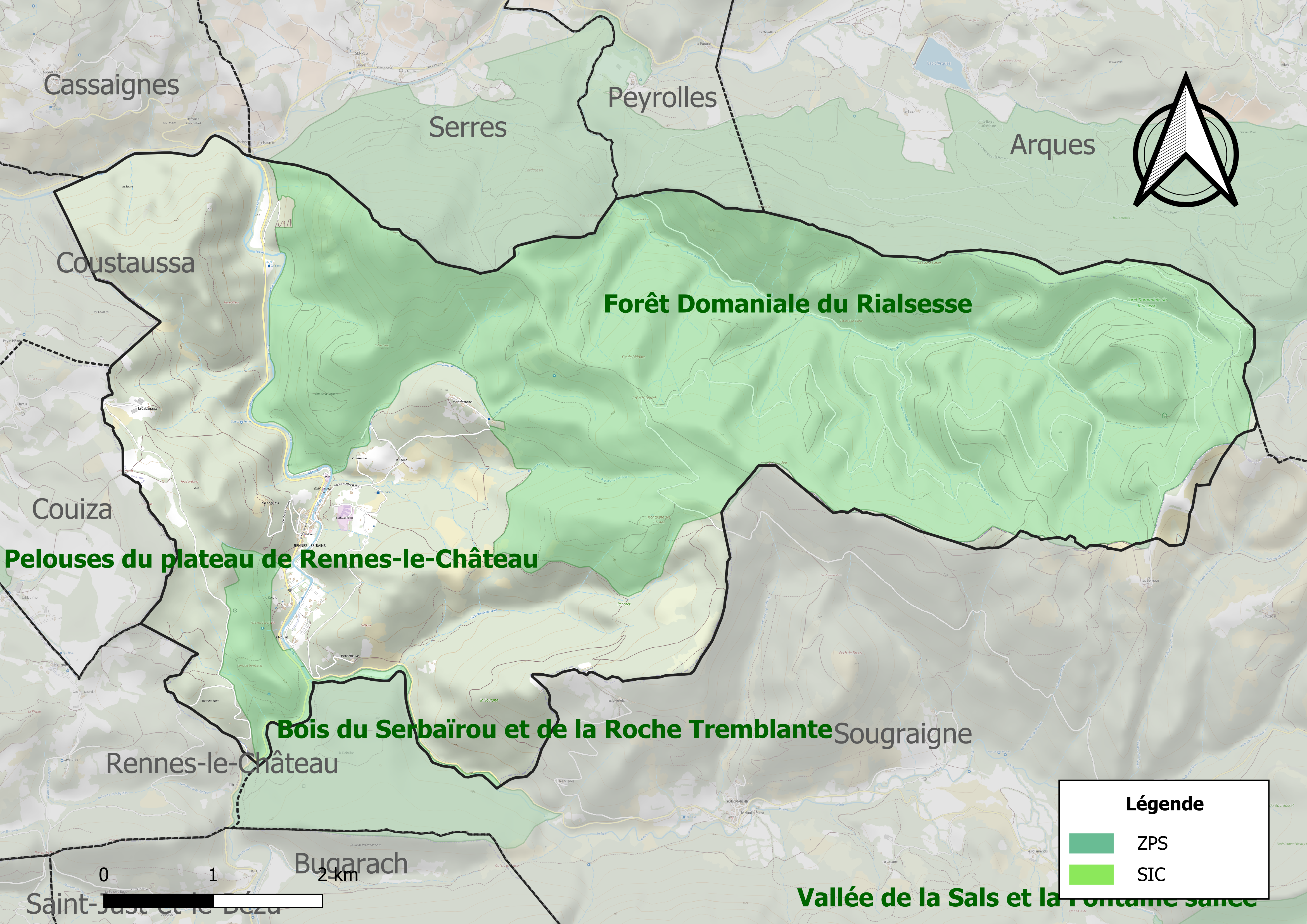
Sites Natura 2000 sur le territoire communal.

Le réseau Natura 2000 est un réseau écologique européen de sites naturels d'intérêt écologique élaboré à partir des directives habitats et oiseaux, constitué de zones spéciales de conservation (ZSC) et de zones de protection spéciale (ZPS).
Un site Natura 2000 a été défini sur la commune au titre  de la directive oiseaux : les « hautes Corbières », d'une superficie de 28 398 ha, accueillant une avifaune riche et diversifiée : rapaces tels que les Busards, l'Aigle Royal, le Circaète Jean-le-Blanc, qui trouvent sur place des conditions favorables à la nidification et à leur alimentation du fait de l'importance des milieux ouverts.

#### Zones naturelles d'intérêt écologique, faunistique et floristique
L’inventaire des zones naturelles d'intérêt écologique, faunistique et floristique (ZNIEFF) a pour objectif de réaliser une couverture des zones les plus intéressantes sur le plan écologique, essentiellement dans la perspective d’améliorer la connaissance du patrimoine naturel national et de fournir aux différents décideurs un outil d’aide à la prise en compte de l’environnement dans l’aménagement du territoire.
Deux ZNIEFF de type 1 sont recensées sur la commune :
le « bois du Serbaïrou et de la Roche Tremblante » (189 ha), couvrant 3 communes du département, et 
la « forêt domaniale du Rialsesse » (1 830 ha), couvrant 4 communes du département
et une ZNIEFF de type 2, : 
les « Corbières occidentales » (59 005 ha), couvrant 66 communes du département.

Carte des ZNIEFF de type 1 et 2 à Rennes-les-Bains.
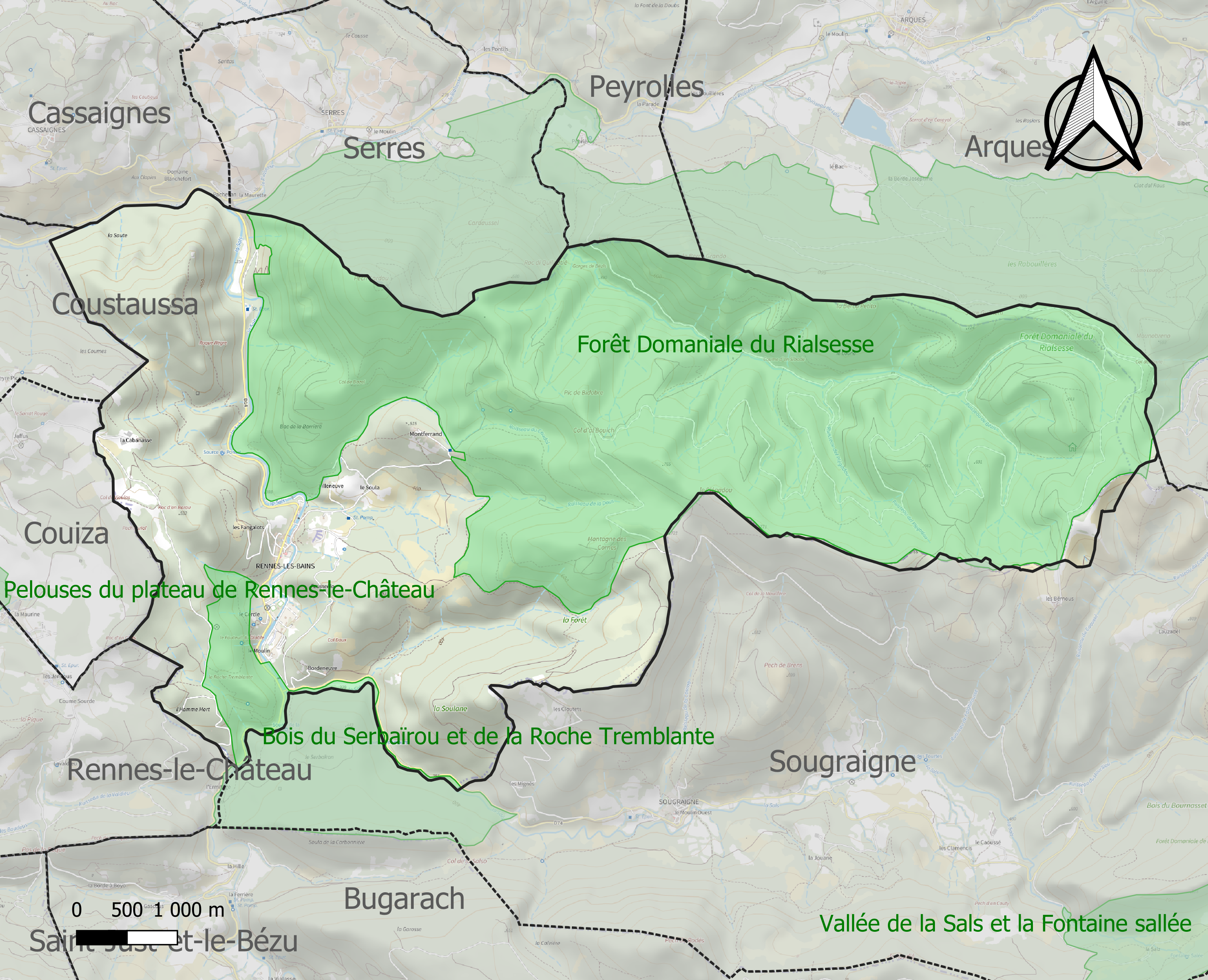
Carte des ZNIEFF de type 1 sur la commune.
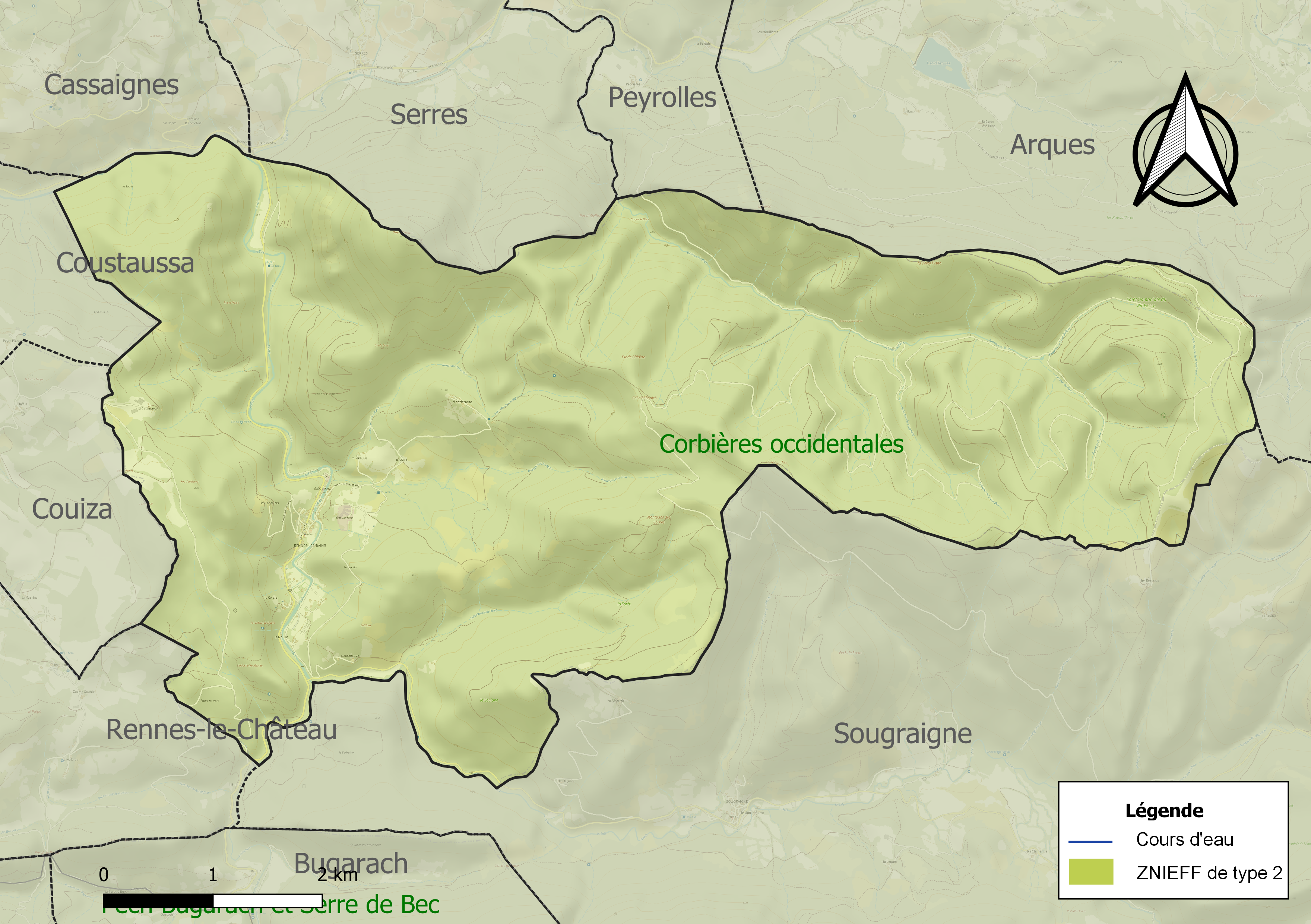
Carte de la ZNIEFF de type 2 sur la commune.

## Urbanisme

### Typologie
Au 1er janvier 2024, Rennes-les-Bains est catégorisée commune rurale à habitat dispersé, selon la nouvelle grille communale de densité à 7 niveaux définie par l'Insee en 2022.
Elle est située hors unité urbaine et hors attraction des villes,.

### Occupation des sols
L'occupation des sols de la commune, telle qu'elle ressort de la base de données européenne d’occupation biophysique des sols Corine Land Cover (CLC), est marquée par l'importance des forêts et milieux semi-naturels (92,7 % en 2018), en diminution par rapport à 1990 (93,8 %). La répartition détaillée en 2018 est la suivante : 
forêts (90,8 %), zones agricoles hétérogènes (7 %), milieux à végétation arbustive et/ou herbacée (1,8 %), prairies (0,3 %). L'évolution de l’occupation des sols de la commune et de ses infrastructures peut être observée sur les différentes représentations cartographiques du territoire : la carte de Cassini (XVIIIe siècle), la carte d'état-major (1820-1866) et les cartes ou photos aériennes de l'IGN pour la période actuelle (1950 à aujourd'hui).

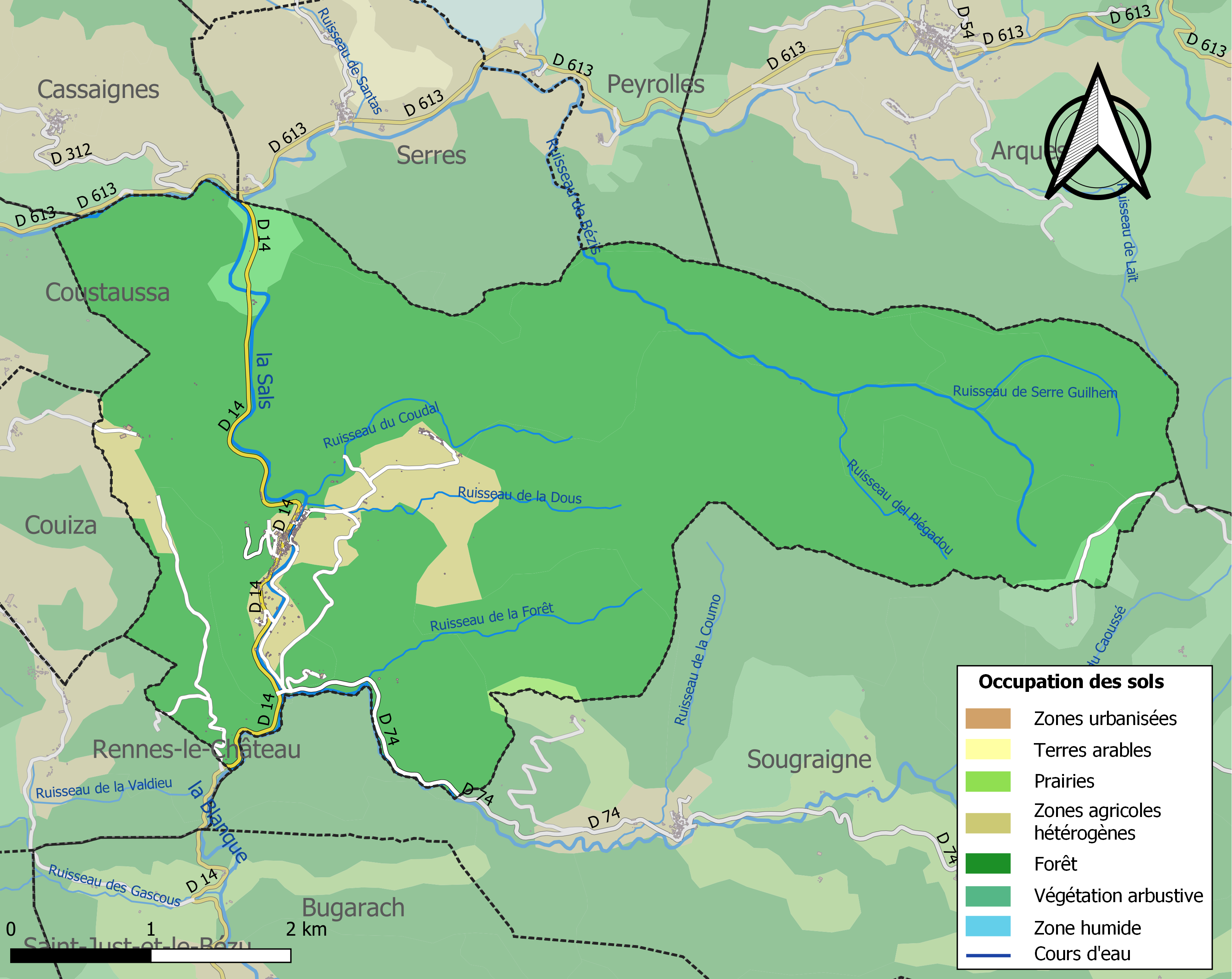
Carte des infrastructures et de l'occupation des sols de la commune en 2018 (CLC).

### Risques majeurs
Le territoire de la commune de Rennes-les-Bains est vulnérable à différents aléas naturels : météorologiques (tempête, orage, neige, grand froid, canicule ou sécheresse), inondations, feux de forêts, mouvements de terrains et séisme (sismicité modérée). Il est également exposé à un risque particulier : le risque de radon. Un site publié par le BRGM permet d'évaluer simplement et rapidement les risques d'un bien localisé soit par son adresse soit par le numéro de sa parcelle.

#### Risques naturels
Certaines parties du territoire communal sont susceptibles d’être affectées par le risque d’inondation par débordement de cours d'eau, notamment le ruisseau de Glandes. La commune a été reconnue en état de catastrophe naturelle au titre des dommages causés par les inondations et coulées de boue survenues en 1982, 1990, 1992, 1996, 2000, 2009, 2014, 2018 et 2020,.

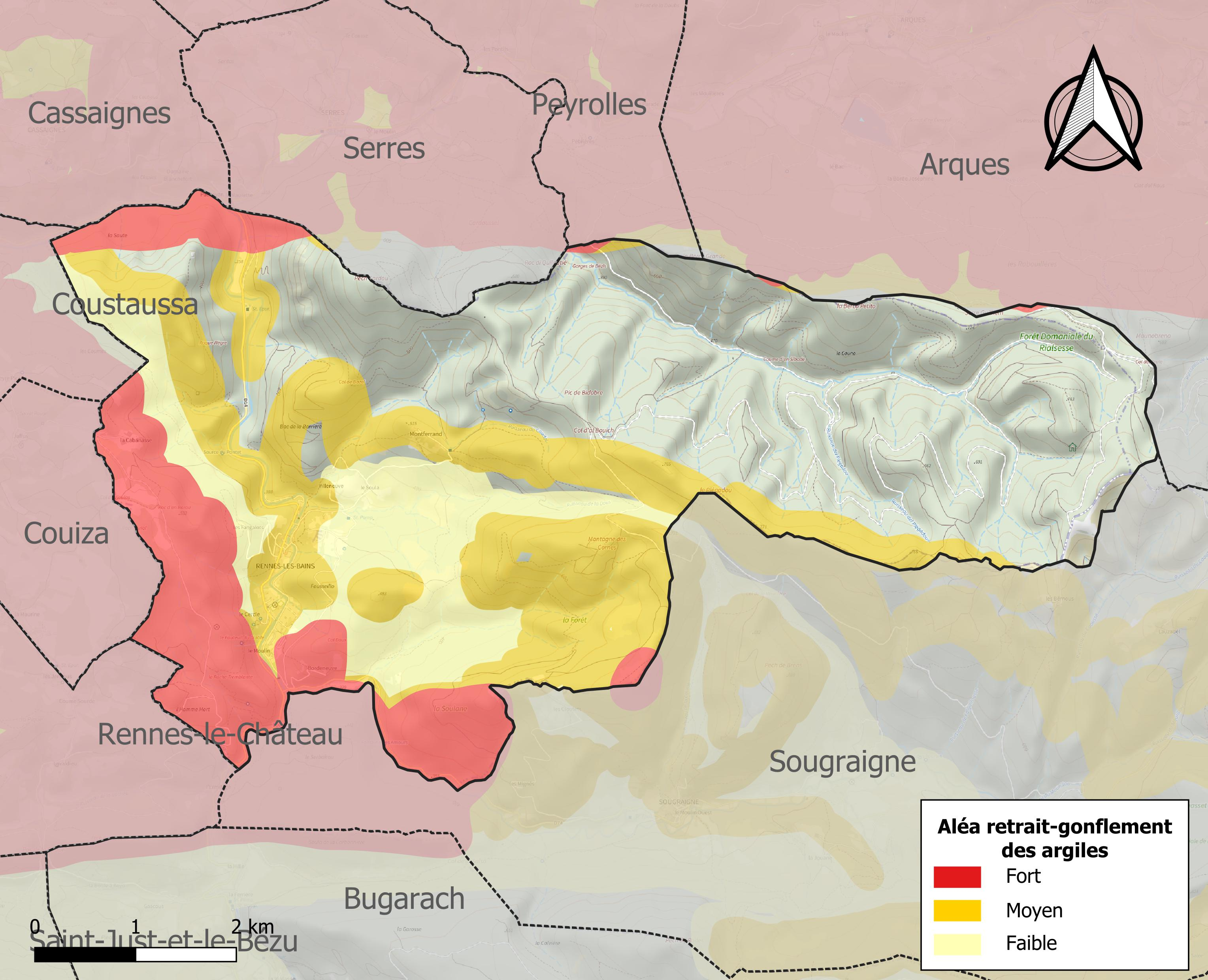
Carte des zones d'aléa retrait-gonflement des sols argileux de Rennes-les-Bains.

La commune est vulnérable au risque de mouvements de terrains constitué principalement du retrait-gonflement des sols argileux. Cet aléa est susceptible d'engendrer des dommages importants aux bâtiments en cas d’alternance de périodes de sécheresse et de pluie. 42,1 % de la superficie communale est en aléa moyen ou fort (75,2 % au niveau départemental et 48,5 % au niveau national). Sur les 132 bâtiments dénombrés sur la commune en 2019, 124 sont en aléa moyen ou fort, soit 94 %, à comparer aux 94 % au niveau départemental et 54 % au niveau national. Une cartographie de l'exposition du territoire national au retrait gonflement des sols argileux est disponible sur le site du BRGM,.

#### Risque particulier
Dans plusieurs parties du territoire national, le radon, accumulé dans certains logements ou autres locaux, peut constituer une source significative d’exposition de la population aux rayonnements ionisants. Certaines communes du département sont concernées par le risque radon à un niveau plus ou moins élevé. Selon la classification de 2018, la commune de Rennes-les-Bains est classée en zone 2, à savoir zone à potentiel radon faible mais sur lesquelles des facteurs géologiques particuliers peuvent faciliter le transfert du radon vers les bâtiments.

## Toponymie
Le nom de Rennes-les-Bains est lié à celui de Rennes-le-Château, commune voisine, pour laquelle il semble découler du nom de l'antique Rhedae, ville principale et oppidum du Rhédésium ou Pagus Rhédensis, cité dans le cartulaire du Capcir. Le terme de Rhedae, signifie "les chariots" en latin (nominatif pluriel)
Le nom, fortement répandu, en France, de « les-Bains » est un suffixe utilisé en français (de manière parfois officielle, parfois seulement touristique) pour les toponymes de certaines localités, généralement parce qu'elles accueillent une station thermale ou balnéaire.

## Histoire

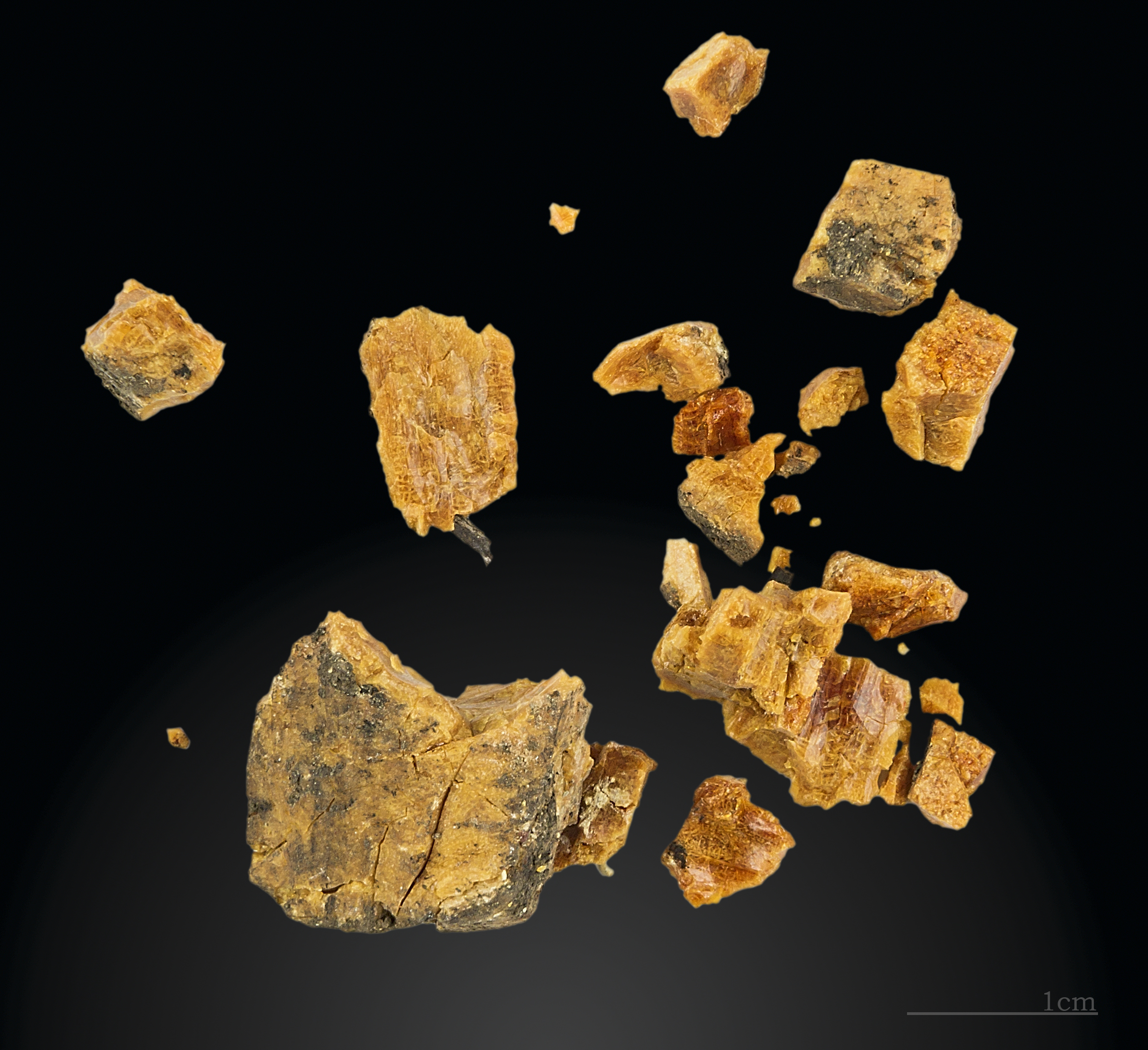
Fragment d'ambre, Muséum de Toulouse.

### La Préhistoire et l'Antiquité

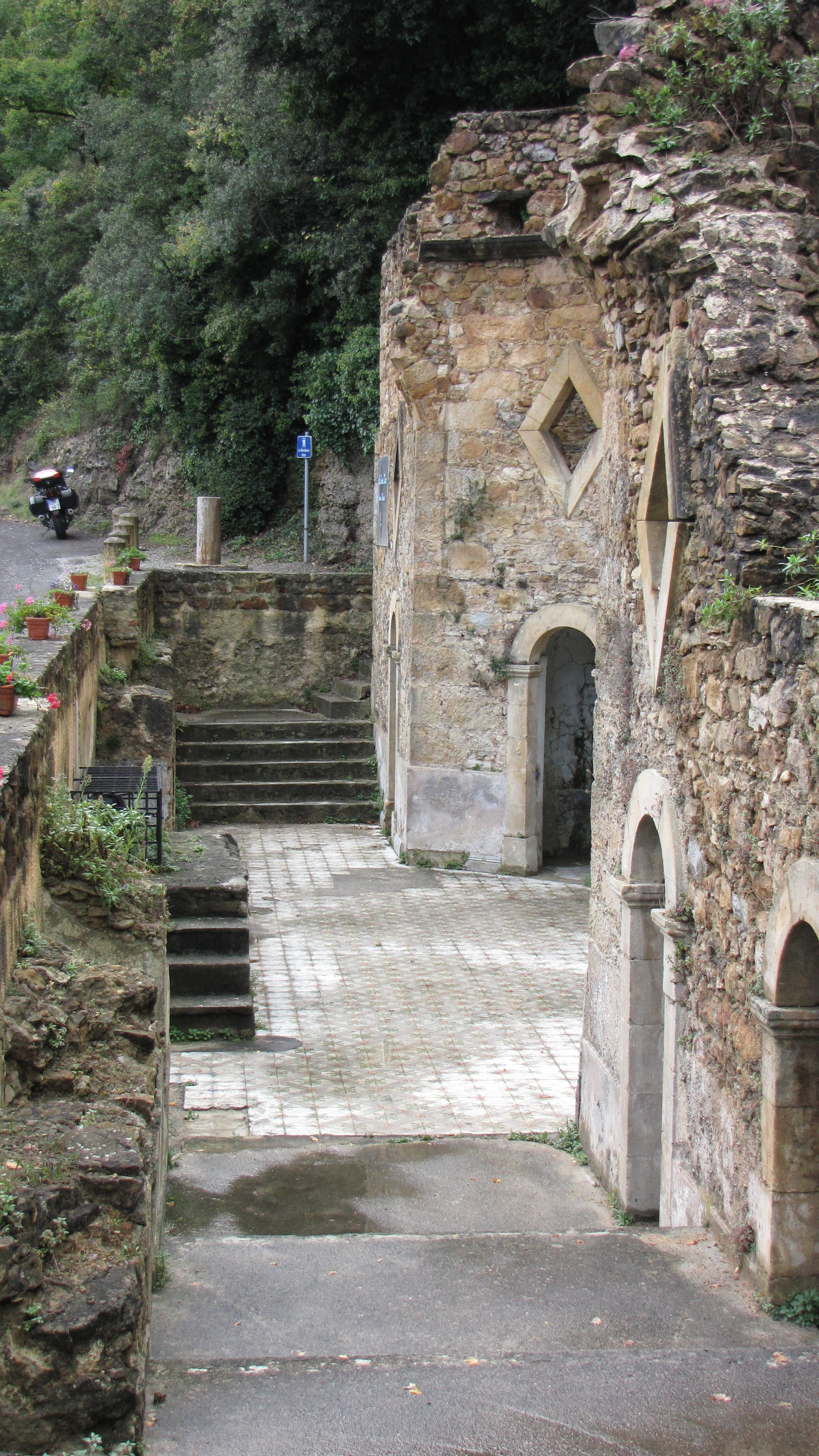
Les thermes antiques.

La région de la vallée de la Sals a dû connaitre l’installation des premiers foyers dès l'époque paléolithique en raison de la présence de gisements d'ambre, notamment sur les sites de Rennes-les-Bains, de Sougraigne et de Bugarach, communes voisines qui fournirent la plupart des perles d’ambre rencontrées sur les sites préhistoriques situés dans le Sud de la France. En effet, depuis la préhistoire, l'ambre est utilisé comme bijou et objet d'art.

### Le Moyen Âge
Rennes-les-Bains possédait son bain des pauvres dits les Bains Doux, cependant la légende veut que ce soit une autre source, dénommée depuis Bains de La Reine qui guérit de la lèpre, Blanche de Bourbon (1339-1361), deuxième fille du duc Pierre Ier de Bourbon et d'Isabelle de Valois, exilée au château de Peyrepertuse par son mari Pierre Ier de Castille dit le Cruel.
En 1709, le curé de Rennes, Antoine Delmas, fait la découverte de nombreuses monnaies du Moyen Âge et d’objets divers, datant du règne des Valois. Ils donnent à penser que Rennes-les-Bains et son activité thermale ont survécu au cours de cette période, ce que confirme Louis Bonnard, spécialiste de l'histoire du thermalisme.
En 1162, c’est sous l’appellation d’Aquis Calidis, que les bains de Rennes sont colligés parmi les biens du monastère d’Alet.

### De la Renaissance auXIXesiècle
À partir du XIVe siècle et jusqu’à la fin du XVIIIe siècle, les thermes de Rennes-les-Bains se dénommèrent "Baings de Montferrand". Cependant durant cette période, les bâtiments abritant des bains et les voies de communications restaient précaires dans la plupart des stations thermales françaises.

### LeXIXesiècleet leXXesiècle

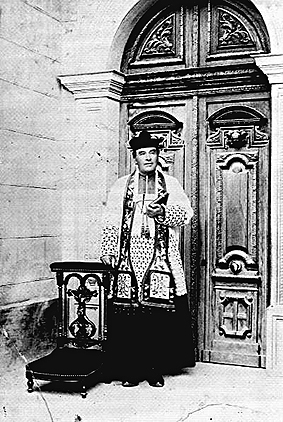
L'abbé Bérenger Saunière.

Antoine de Gensanne, historien du Dauphiné au XVIIIe siècle signale l’existence à la fin de ce siècle, de trois établissements comportant uniquement des piscines communes : « Les Bains Doux », « La Reine », « Les Bains Forts », alors que Julia, à qui l’on doit la première analyse chimique des eaux, et Jean-Pierre-Jacques-Auguste de Labouïsse-Rochefort écrivain local décédé en 1852, nous indiquent que l’accès n’était possible, depuis Couiza, qu’à dos de mulet ou de chevaux jusqu’à l’achèvement de la route en 1831.
Dans le courant du XXe siècle, le village de Rennes-les-Bains a fini par bénéficier de l'étrange popularité du village voisin de Rennes-le-Château. En effet, le curé de cette paroisse, géographiquement très proche, l'abbé Bérenger Saunière y aurait trouvé un hypothétique trésor en 1885 sans que son origine et sa nature exactes en soit connues. Cette notoriété, pourtant tardive, a fini par rejaillir sur la commune de Rennes-les-Bains sur la simple hypothèse que l'abbé Saunière aurait entretenu des relations considérées comme mystérieuses avec le curé de Rennes-les-Bains, le dénommé Henri Boudet. Il semblerait, qu'en réalité, les deux hommes ne se fréquentaient que très peu et que selon certaines sources l'abbé Saunière n'aurait même pas assisté aux obsèques de son ancien confrère. Un téléfilm dénommé L'Or du diable série télévisée française, réalisée par Jean-Louis Fournier, diffusée en 1989 sur FR3 a entretenu cette idée pourtant basée sur un scénario librement inspiré d'un roman de Jean-Michel Thibaux.
Cette étrange légende a entraîné, outre une importante littérature et le fait que la commune voisine de Bugarach ait bénéficié, elle aussi, d'étranges rumeurs, l'afflux d'un nombre important de touristes, attirés par l'ésotérisme, qui ont fréquenté les différents sites entourant Rennes-les-Bains et le petit village lui-même.
Depuis 1956, plus de 800 ouvrages et divers articles, de valeurs très inégales et dont certains sont même totalement farfelus, ont été publiés sur ce sujet, sans compter les nombreux sites internet dédiés à cette affaire, mais aussi des reportages, des téléfilms et des films de fiction (dont le célèbre Da Vinci Code, tiré du best-seller de Dan Brown) qui se baseront tous sur l'histoire devenue mythique de l'abbé Saunière et sa « découverte », mais de façon très romancée.
Le groupe privé de recherches en archéologie appelé « Abraxas » dirigé par l'Anglaise Nicole Dawe et l'Américain Charles Bywaters, a fait des recherches dans la commune dans l'espoir de mettre au jour des objets ayant appartenu à l'ordre du Temple, sans succès.

## Politique et administration

### Administration municipale
Le conseil municipal de la commune est composé d'un maire, de trois adjoints municipaux et de cinq conseillers municipaux, tous élus au premier tour, à la suite des élections municipales françaises de 2014. On peut découvrir les membres de l'équipe municipale de Rennes-les-bains et leurs attributions respectives sur le site internet de la commune :

### Liste des maires
| Période       | Période          | Identité        | Étiquette | Qualité              |
| ------------- | ---------------- | --------------- | --------- | -------------------- |
| ?             | mars 2001        | Jacques Hortala | PS        |                      |
| mars 2001     | mars 2008        | Robert Coudie   |           |                      |
| mars 2008     | octobre 2012     | Alain Girard    |           | retraité             |
| novembre 2012 | 1er juillet 2023 | André Authier   |           | médecin rhumatologue |

### Élections
Élections départementales de 2015
Pour ces premières élections départementales, organisées en binômes (deux candidats par bulletin), la diminution du nombre de cantons au niveau de tous les départements a entraîné la disparition du canton de Couiza pour laisser la place à un canton plus vaste, le canton de Quillan.
Premier tour
Le résultat du premier tour indique un très fort ancrage de l'électorat de Rennes-les-Bains à gauche, sachant que le binôme du Parti socialiste, représentant la majorité gouvernementale est en seconde position au niveau de la commune, derrière le binôme du Front de gauche.
|                                                                       | Nombre de voix | Pourcentage |
| Jean-Louis Bousquet - Nadine L'Hénoret (Front de Gauche)              | 40             | 55,56 %     |
| Anne-Marie Bohic-Cortes - Francis Savy (Parti Socialiste)             | 12             | 16,67 %     |
| Élodie Bret-Dibat - Pierre Castel (Union pour un mouvement populaire) | 11             | 15,28 %     |
| Caroline Duflot - Rémy Dussaud (Front National)                       | 9              | 12,50 %     |

L'abstention au premier tour s'est élevée à 41,98 % (55 électeurs inscrits n'ont pas voté)
Second tour
Le résultat du second tour de ces élections dans la commune, démontre encore ce fort ancrage des électeurs à gauche, même si le binôme du Front national a légèrement progressé (gain de 5 voix) entre les deux tours. Ce résultat démontre que malgré un net recul de la gauche gouvernementale, constaté lors de ce scrutin départemental au niveau national, la majorité des électeurs, qui se sont exprimés dans les bureaux de vote de Rennes-les-Bains, ont porté leurs suffrages vers le binôme du Parti socialiste qui gagne onze voix entre les deux tours. Le binôme de l'Union pour un mouvement populaire gagne, quant à lui quatre voix, au niveau local, pour les deux tours.
|                                                                       | Nombre de voix | Pourcentage |
| Anne-Marie Bohic-Cortes - Francis Savy (Parti Socialiste)             | 51             | 70,83 %     |
| Caroline Duflot - Rémy Dussaud (Front National)                       | 14             | 19,44 %     |
| Élodie Bret-Dibat - Pierre Castel (Union pour un mouvement populaire) | 7              | 9,72 %      |

L'abstention fut assez forte au second tour, avec un taux de 44,27 % (trois électeurs de plus qu'au premier tour n'ont pas voté).
Élections présidentielles de 2012

Second tour
À Rennes-les-Bains, lors de la dernière élection présidentielle de 2012, François Hollande, candidat socialiste, a obtenu 18 voix d'avance sur son adversaire de droite, Nicolas Sarkozy.
|                                                     | Nombre de voix | Pourcentage |
| François Hollande (Parti socialiste)                | 65             | 60,19%      |
| Nicolas Sarkozy (Union pour un Mouvement Populaire) | 43             | 39,81 %     |

L'abstention resta assez limitée, avec un taux de 18 %.

### Services publics
Services municipaux

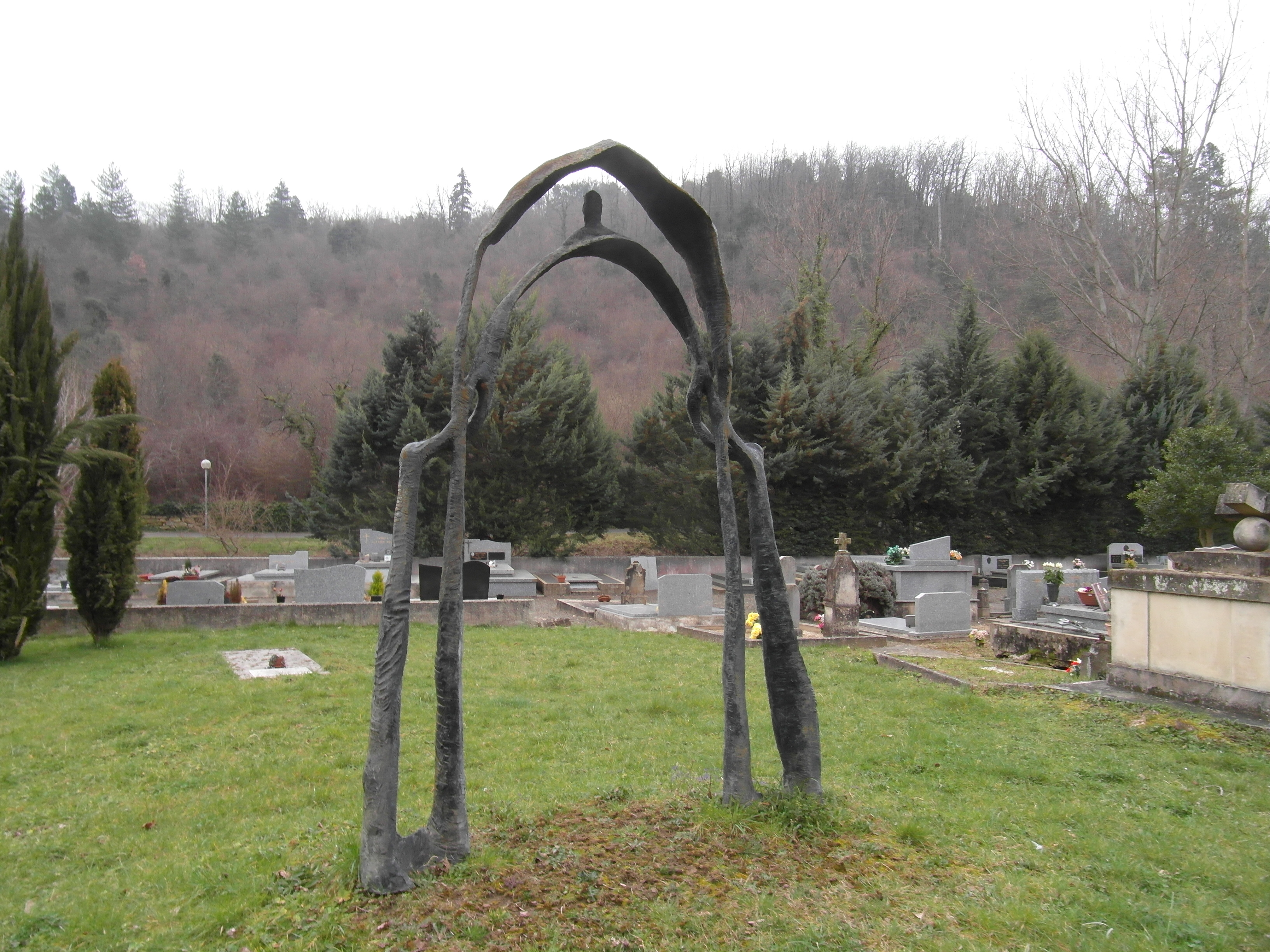
Cimetière de Rennes-les-bains

- Hôtel de ville - État civil : le bâtiment est ouvert au public du mardi au vendredi (le bâtiment est situé, 11 Grande rue, dans le centre du village)
- Bibliothèque et Artothèque: ce service est situé, rue de l'Église, dans l'ancien presbytère du village.
- Salle du Patrimoine : cette salle est située dans le bâtiment du comité local d'animation, cette salle présente des expositions de minéraux, des fossiles, et des vestiges gallo-romains trouvés sur le territoire de Rennes-les-Bains[45].

La mairie supervise également :
- un service technique qui gère l'entretien de la voirie municipale, les espaces-verts, le réseau d'eau et l'assainissement.
- un agent municipal est également chargé de la sécurité des habitants et de la surveillance des lieux publics[46]

Services intercommunaux
Rennes-les-Bains a adhéré à la communauté de communes du Pays de Couiza qui est un établissement public de coopération intercommunale française (officiellement « communauté de communes »).
Cette collectivité qui comprend 24 communes a été créée le 1er janvier 2001. Son siège est situé au 17, rue des Pyrénées à Couiza, ville siège de l'intercommunalité.
Celle-ci répond aux besoins des habitants de toutes les communes adhérentes par de nombreuses missions, dont notamment la constitution de réserves foncières et l'aménagement des nouvelles zones d’activités et de la voirie interne, ainsi que de nombreux projets et études, tels que l'étude et réalisation d'atelier relais sur ces zones d’activités, la création de fermes relais dans les espaces ruraux désertifiés, la réalisation d’études et d'actions de communication, la création et gestion d'un Office de Tourisme Intercommunal,l'étude et réalisation de programmes concernant les technologies nouvelles et la communication, le soutien administratif et technique aux projets du territoire, les études et réflexion sur la création d'un pôle thermal Alet-les-Bains/Rennes-les-Bains, l'Étude de nouveaux programmes relatifs aux énergies renouvelables et les études préliminaires à la création d'un futur Parc naturel régional de France ;
L'intercommunalité gère également la collecte et le traitement des déchets, la gestion de la déchèterie, ainsi que la gestion et l'entretien des cours d'eau et des milieux aquatiques, en partenariat avec les propriétaires privés, ainsi que l'organisation des structures d'accueil touristiques appartenant à la Communauté de Communes.
L'intercommunailté organise, conjointement avec la commune, le service de l'Action sociale (CIAS) en gérant et administrant, l'aide à domicile en faveur des personnes âgées et les personnes handicapées dépendantes, la gestion de l'EHPAD « Les Estamounets » (par délégation), le service des soins infirmiers à domicile (SAD), les services de portage de repas à domicile, les actions nouvelles en faveur des enfants et de la jeunesse, l'animation d'un conseil communautaire de jeunes, sans oublier l'étude, mise en place et gestion de nouvelles structures d'accueil consacrée à l'enfance, (tels que les crèches, les haltes garderies et les centres de loisirs) et enfin l'adhésion et la participation à des dispositifs contractuels d'insertion et de formation pour les citoyens de l'intercommunalité.

## Population et société

### Démographie
L'évolution du nombre d'habitants est connue à travers les recensements de la population effectués dans la commune depuis 1793. Pour les communes de moins de 10 000 habitants, une enquête de recensement portant sur toute la population est réalisée tous les cinq ans, les populations de référence des années intermédiaires étant quant à elles estimées par interpolation ou extrapolation. Pour la commune, le premier recensement exhaustif entrant dans le cadre du nouveau dispositif a été réalisé en 2007.

En 2022, la commune comptait 224 habitants, en évolution de −0,44 % par rapport à 2016 (Aude : +2,65 %, France hors Mayotte : +2,11 %).
| 1793 | 1800 | 1806 | 1821 | 1831 | 1836 | 1841 | 1846 | 1851 |
| ---- | ---- | ---- | ---- | ---- | ---- | ---- | ---- | ---- |
| 260  | 351  | 402  | 425  | 493  | 522  | 424  | 478  | 506  |

| 1856 | 1861 | 1866 | 1872 | 1876 | 1881 | 1886 | 1891 | 1896 |
| ---- | ---- | ---- | ---- | ---- | ---- | ---- | ---- | ---- |
| 500  | 483  | 503  | 492  | 502  | 447  | 478  | 420  | 359  |

| 1901 | 1906 | 1911 | 1921 | 1926 | 1931 | 1936 | 1946 | 1954 |
| ---- | ---- | ---- | ---- | ---- | ---- | ---- | ---- | ---- |
| 315  | 317  | 325  | 304  | 295  | 287  | 263  | 219  | 199  |

| 1962 | 1968 | 1975 | 1982 | 1990 | 1999 | 2006 | 2007 | 2012 |
| ---- | ---- | ---- | ---- | ---- | ---- | ---- | ---- | ---- |
| 177  | 192  | 192  | 194  | 221  | 159  | 171  | 172  | 258  |

| 2017 | 2022 | - | - | - | - | - | - | - |
| ---- | ---- | - | - | - | - | - | - | - |
| 205  | 224  | - | - | - | - | - | - | - |

### Enseignement
L'enseignement primaire des élèves de la commune est assuré sur la commune du cours préparatoire au CM2 avec le regroupement sur les communes voisines de Cubières-sur-Cinoble, Camps-sur-l'Agly, Bugarach, Sougraigne, Cassaigne, Fourtou, Peyroles. L’école Primaire Publique est située Grande Rue.
L'enseignement en école maternelle est, quant à lui, assuré avec le regroupement sur la commune de Bugarach.

### Vie associative
La commune de Rennes-les-Bains reconnait cinq associations sur son site web :
« L'ACCA » qui est une association de chasseurs locaux adhérant à la fédération de chasse ;
« La Boule Cathare », association qui regroupe les pratiquants locaux des activités boulistes ;
« Aud’Éole » association qui regroupe les pratiquants de sports aériens légers de la commune ;
« Mémoire de Rennes », association qui regroupent les amis du village : passé, présent et avenir confondus ;
« Les Amis de la Bibliothèque », association dont le siège est situé dans l’ancien presbytère du village ;
« Les Chats Libres », association qui gère le contrôle de la prolifération des chats errants dans la commune ;
« Les Joyeux Bacchusiens », association qui a pour but de faire découvrir les différents cépages et vins régionaux ;
« Anim'A Rennes », comité qui organise des activités festives en collaboration avec la mairie et les commerçants.

### Sports
- Escalade, pêche, randonnées, VTT, tennis, pétanque, ULM

### Santé et Secours
Si la commune abrite un des deux uniques établissements thermaux du département, Il n'y a pas, cependant, de centre hospitalier sur son territoire. Les deux établissements hospitaliers les plus proches sont :
- Le centre hospitalier de Quillan;
- Le centre hospitalier de Limoux.

Ces deux établissements sont regroupés sous une direction et une gestion commune depuis 1999. L'EHPAD de Roquefeuil y est également rattaché
Il n'y a pas, non plus de médecins libéraux, ni de pharmaciens officiant sur le territoire de Rennes-les-Bains. Les cabinets médicaux et les officines pharmaceutiques les plus proches sont situés sur le territoire de communes voisines, telles que Couiza, Espéraza et Luc-sur-Aude.
La caserne de Pompiers, celle du (SDIS de l'Aude), la plus proche est située à Espéraza.
La prise en charge dans l'établissement thermal
L'établissement thermal bénéficie de la présence régulière d'un médecin spécialisé dans la cure, et celui-ci ne pratique exclusivement ses suivis et ses soins qu'aux clients de l'établissement thermal bénéficiaires d'une prise en charge de soins thermaux. Ces curistes peuvent également bénéficier d'une prise en charge par un cabinet de kinésithérapie au sein même de l'établissement.
Selon le site de l'établissement, la prise en charge des soins thermaux présente, en outre, les prestations suivantes :
- Aérobain
- Bain douche sous marine
- Boue multiple
- Boue unique
- Douche au jet
- Douche générale
- Douche pénétrante
- Etuve générale
- Etuve locale
- Massage sous l'eau
- Mobilisation piscine
- Piscine libre

Le Foyer d'accueil médicalisé
Un établissement médico-social, de type F.A.M (foyer d'accueil médicalisé) a été créé sur le territoire communal. Cette structure assure l'accueil, la prise en charge médico-sociale et l'hébergement de personnes handicapées, et il se situe au sud du bourg central et appartient à l'association audoise et médicale de Limoux (ASM).

## Économie

### Revenus
En 2018  (données Insee publiées en septembre 2021), la commune compte 90 ménages fiscaux, regroupant 144 personnes. La médiane du revenu disponible par unité de consommation est de 13 360 € (19 240 € dans le département).

### Emploi
| Division       | 2008   | 2013   | 2018   |
| -------------- | ------ | ------ | ------ |
| Commune        | 26,1 % | 22 %   | 17,1 % |
| Département    | 10,2 % | 12,8 % | 12,6 % |
| France entière | 8,3 %  | 10 %   | 10 %   |

En 2018, la population âgée de 15 à 64 ans s'élève à 133 personnes, parmi lesquelles on compte 50,7 % d'actifs (33,5 % ayant un emploi et 17,1 % de chômeurs) et 49,3 % d'inactifs,. Depuis 2008, le taux de chômage communal (au sens du recensement) des 15-64 ans est supérieur à celui de la France et du département.
La commune est hors attraction des villes,. Elle compte 92 emplois en 2018, contre 91 en 2013 et 55 en 2008. Le nombre d'actifs ayant un emploi résidant dans la commune est de 46, soit un indicateur de concentration d'emploi de 200,9 % et un taux d'activité parmi les 15 ans ou plus de 36,5 %.
Sur ces 46 actifs de 15 ans ou plus ayant un emploi, 32 travaillent dans la commune, soit 70 % des habitants. Pour se rendre au travail, 63,1 % des habitants utilisent un véhicule personnel ou de fonction à quatre roues, 4,3 % les transports en commun, 13,1 % s'y rendent en deux-roues, à vélo ou à pied et 19,6 % n'ont pas besoin de transport (travail au domicile).

### Activités hors agriculture

#### Secteurs d'activités
37 établissements sont implantés  à Rennes-les-Bains au 31 décembre 2019. Le tableau ci-dessous en détaille le nombre par secteur d'activité et compare les ratios avec ceux du département,.
| Secteur d'activité                                                                                        | Commune | Commune | Département |
| Secteur d'activité                                                                                        | Nombre  | %       | %           |
| --- | ------- | ------- | ----------- |
| Ensemble                                                                                                  | 37      |         |             |
| Industrie manufacturière, industries extractives et autres                                                | 2       | 5,4 %   | (8,8 %)     |
| Construction                                                                                              | 3       | 8,1 %   | (14 %)      |
| Commerce de gros et de détail, transports, hébergement et restauration                                    | 14      | 37,8 %  | (32,3 %)    |
| Information et communication                                                                              | 3       | 8,1 %   | (1,6 %)     |
| Activités immobilières                                                                                    | 1       | 2,7 %   | (5,2 %)     |
| Activités spécialisées, scientifiques et techniques et activités de services administratifs et de soutien | 3       | 8,1 %   | (13,3 %)    |
| Administration publique, enseignement, santé humaine et action sociale                                    | 4       | 10,8 %  | (13,2 %)    |
| Autres activités de services                                                                              | 7       | 18,9 %  | (8,8 %)     |

Le secteur du commerce de gros et de détail, des transports, de l'hébergement et de la restauration est prépondérant sur la commune puisqu'il représente 37,8 % du nombre total d'établissements de la commune (14 sur les 37 entreprises implantées  à Rennes-les-Bains), contre 32,3 % au niveau départemental.

### Le Tourisme et le thermalisme
Ordinairement, la saison thermale s’étale de mai à octobre et la cure dure généralement 21 jours, les soins s'effectuant en matinée, du lundi au samedi. La station présente sur son site un cabinet de médecins spécialisés en cure thermale.
La proximité de Rennes-le-Château, la situation de Rennes-les-bains sur le circuit des Châteaux du pays cathare apporte également un flot de touristes français et étrangers important durant la période estivale.
Hébergement

Sur son site, la mairie présente les différents types d'hébergement situés sur la commune, notamment, l'aire de camping-car, situé sur le parking de sport nature, des locations de meublés, des chambres d'hôtes, des hôtels et des résidences liés à la prise en charge des curistes.

### Agriculture
|               | 1988 | 2000 | 2010 | 2020 |
| ------------- | ---- | ---- | ---- | ---- |
| Exploitations | 6    | 3    | 3    | 2    |
| SAU (ha)      | 265  | 213  | 230  | 150  |

La commune est dans le Pays de Sault, une petite région agricole occupant le sud-ouest du département de l'Aude, également dénommée localement « Pyrénées centrales et pays de Sault ». En 2020, l'orientation technico-économique de l'agriculture  sur la commune est l'élevage de bovins pour la viande. Deux exploitations agricoles ayant leur siège dans la commune sont dénombrées lors du recensement agricole de 2020 (six en 1988). La superficie agricole utilisée est de 150 ha,,.

### Le Commerce et l'artisanat
Commerces et marchés

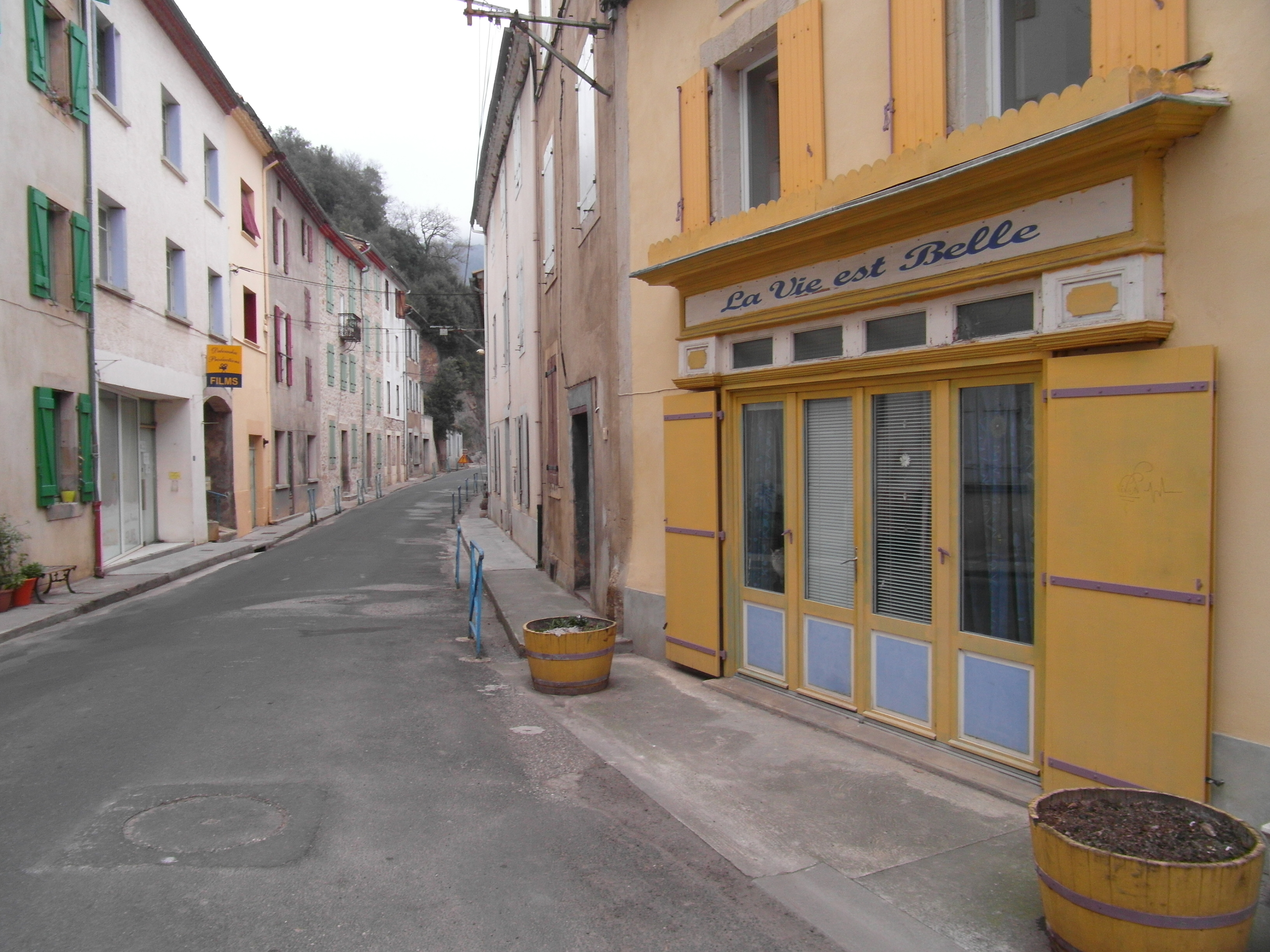
Une boutique ancienne dans la rue centrale de Rennes-les-Bains.

Le village de Rennes-les-bains présente, dans le secteur de sa rue centrale, de nombreux commerces, dont une librairie, une miellerie, une société de production et de distribution de films, une boulangerie-pâtisserie-salon de thé, des restaurants et des bars.
Un marché est organisé à Rennes-les-Bains, tous les mardis, jeudis et samedis matin.
Il existe également un espace beauté et un espace forme près de l'espace de thermalisme. Ce dernier abrite également une piscine qui jouxte l'entrée du bâtiment thermal à l'entrée du village, sur la route de Couiza.
Artisanat local

Un atelier de graveur s’est installé dans une petite maison sur le pont de Montferrand à Rennes-les-Bains. Différentes techniques y sont pratiquées comme la gravure en relief et en creux, l'Eau-forte et l'Aquatinte.

## Culture locale et patrimoine

### Lieux et monuments

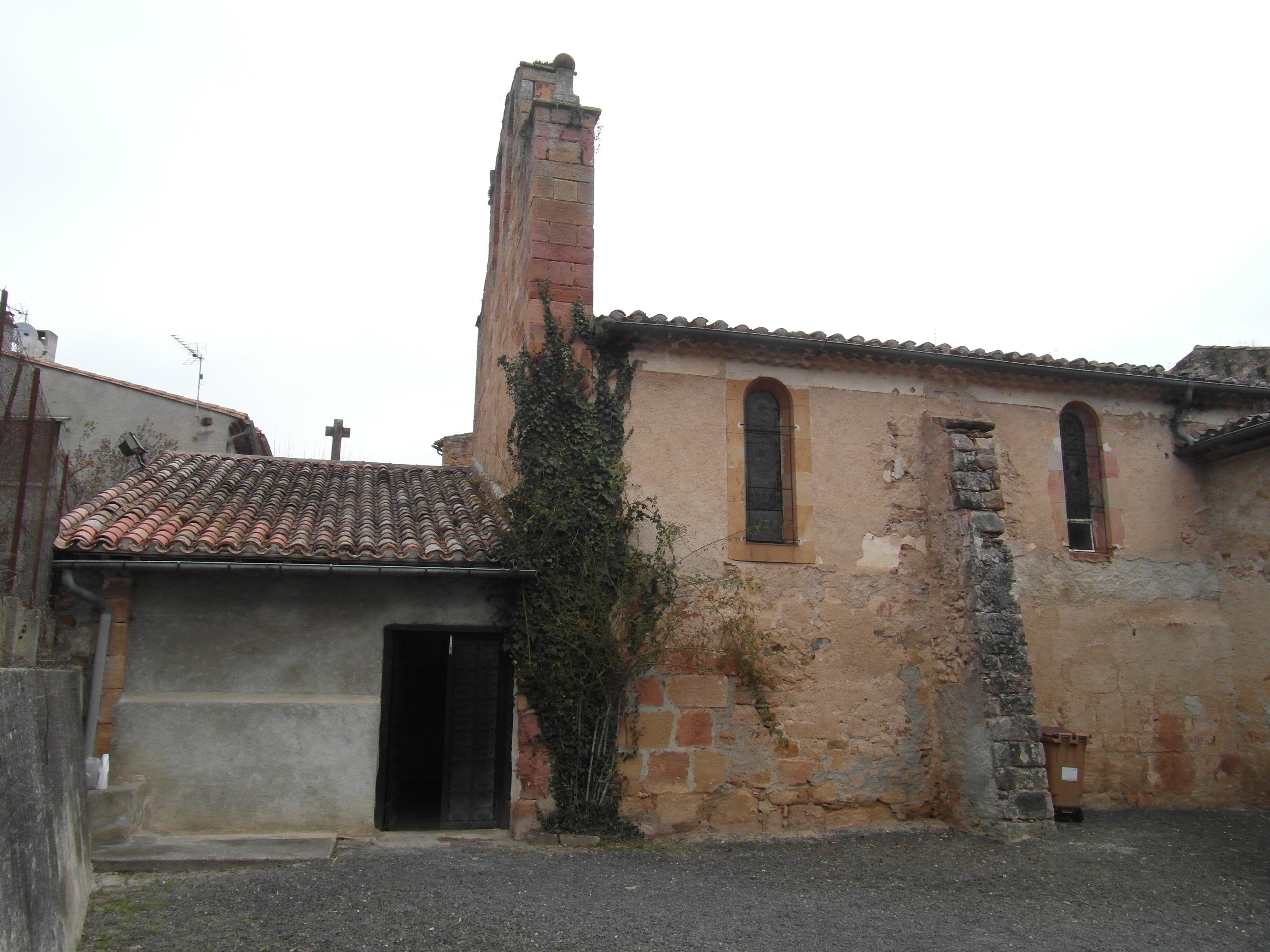
Eglise Saint-Nazaire et Saint-Celse de Rennes-les-Bains

L'église paroissiale Saint-Nazaire et Saint-Celse
Cette église très ancienne est dédiée à un précheur romain, Nazaire de Milan dit saint Nazaire et son disciple, Celse de Milan dit saint Celse. Ces deux martyrs chrétiens (ils ont eu la tête tranchée en l'an 56 de notre ère, sous le règne de l’empereur Néron) représentent les premières années de la christianisation de l'Europe. La Basilique de Carcassonne, siège du diocèse dont dépend la paroisse de Rennes-les-bains est également consacrée à Saint-Nazaire.
Un mur situé près de l'entrée de l'église présente deux plaques commémoratives dont l'une est dédiée à la mémoire de deux curés bien connus des amateurs de l'histoire de Rennes-les-Bains et de Rennes-le-Château, l'abbé Henri Boudet, curé de 1872 à 1914 et l'abbé Joseph Rescanières, son successeur, curé de 1914 à 1915, décédé dans la deuxième année de son sacerdoce.

### Les Thermes

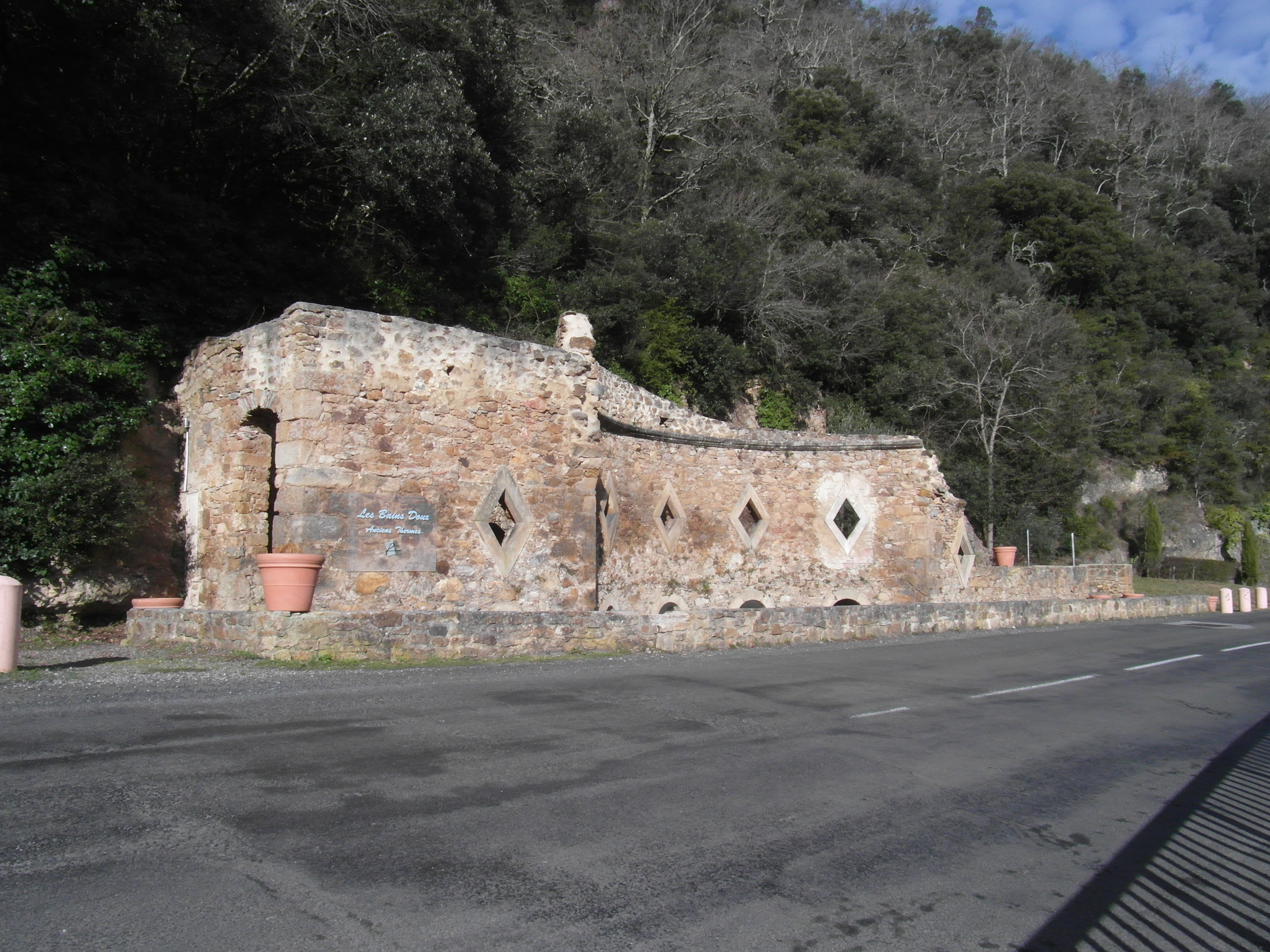
Rennes-les-Bains, les thermes romains

Le territoire de Rennes-les-Bains est consacré au thermalisme depuis l’Antiquité romaine, et la commune d'aujourd'hui a su préserver cette tradition de cure thermale en modernisant ce patrimoine au fil des siècles. Contenant des substances sulfatées, des calciques, des chlorurées mixtes, les eaux de Rennes sont faiblement minéralisées, magnésiennes et ferrugineuses, et la température des eaux se situe généralement entre les températures de 33 °C et 47 °C.
Les principes actifs et la composition de ces eaux font que cette station thermale est réputée pour ses vertus en matière de rhumatologie. Le traitement curatif de la station de Rennes-les-Bains est en conséquence agréée par les régimes de sécurité sociale pour le traitement d'affections de type rhumatologique et des séquelles de traumatismes de type ostéo-articulaire.
Il existe quatre sources d'eaux froides :
La Madeleine
Le Cercle
La Fontaine des Amours
Le Pontet
et cinq sources d'eaux chaudes :
Les Bains Doux, (37 °C)
Le Bain Fort (47,5 °C)
Les Bains de la Reine, (40 °C)
Gieules, (38 °C)
Marie, (39,5 °C)
Le parc des Bains de la Reine, les cascades et la falaise de Montferrand sont inscrits au titre des sites naturels depuis 1947.

### Patrimoine et Tradition orales

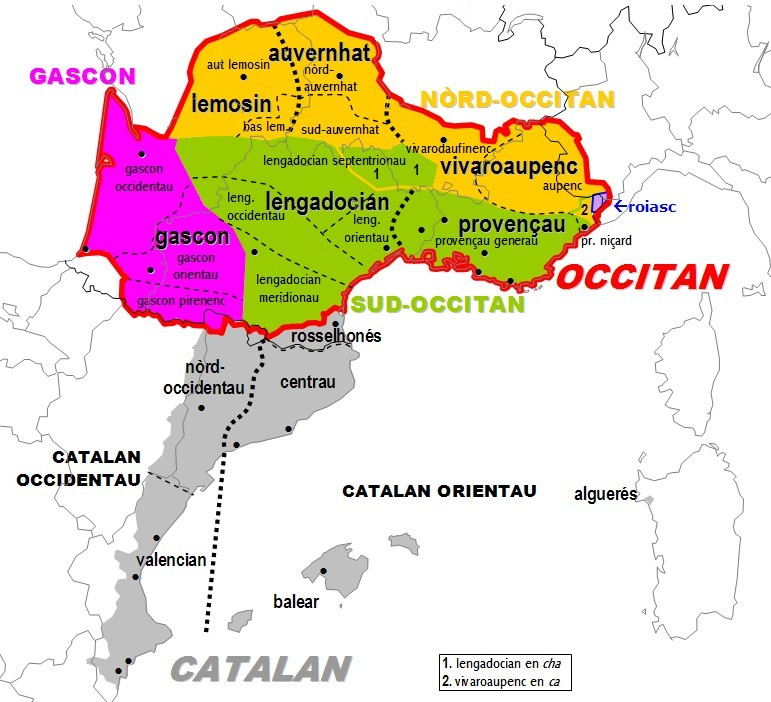
Dialectes et sous-dialectes de l'occitan selon D. Sumien

Le territoire de la commune de Rennes-les-Bains ainsi que l'ancien canton de Couiza, se situe dans l'aire linguistique de l'occitan et du languedocien qui est un dialecte de cette langue. Il est parlé principalement dans tout le Languedoc, mais aussi et en Guyenne,,
Selon de nombreux spécialistes (Louis Alibert), (Jules Ronjat), le languedocien étant découpé en plusieurs sous-groupes dites de « variations linguistiques », le secteur de Rennes-le-Château appartiendrait à celui du patois « carcassonnais » ou « central ». Le linguiste Domergue Sumien, évoque, quant à lui, le languedocien méridional, thèse reprise par le linguiste français, professeur à l'université de Poitiers, spécialiste de littérature et de linguistique occitane, Pierre Bec (voir carte).
En l'absence de recensement linguistique, il est difficile d'obtenir des chiffres précis sur le nombre de locuteurs pour l'occitan et toutes ses variétés dialectales y compris sur le territoire de Rennes-les-Bains. Les dernières enquêtes globales sur l'occitan donnent un nombre de locuteurs entre 500 000 et 700 000 pour l'ensemble de la langue. L'UNESCO, qui est le seul organisme à traiter indépendamment le languedocien, donne un nombre de locuteurs environ 500 000, et le considère comme gravement menacé, cependant Rennes-le-Château et sa région se situant dans une zone rurale, ces secteurs peuvent présenter (notamment chez les personnes les plus âgées originaires du canton) de nombreux locuteurs habituels ou occasionnels.

### Gastronomie

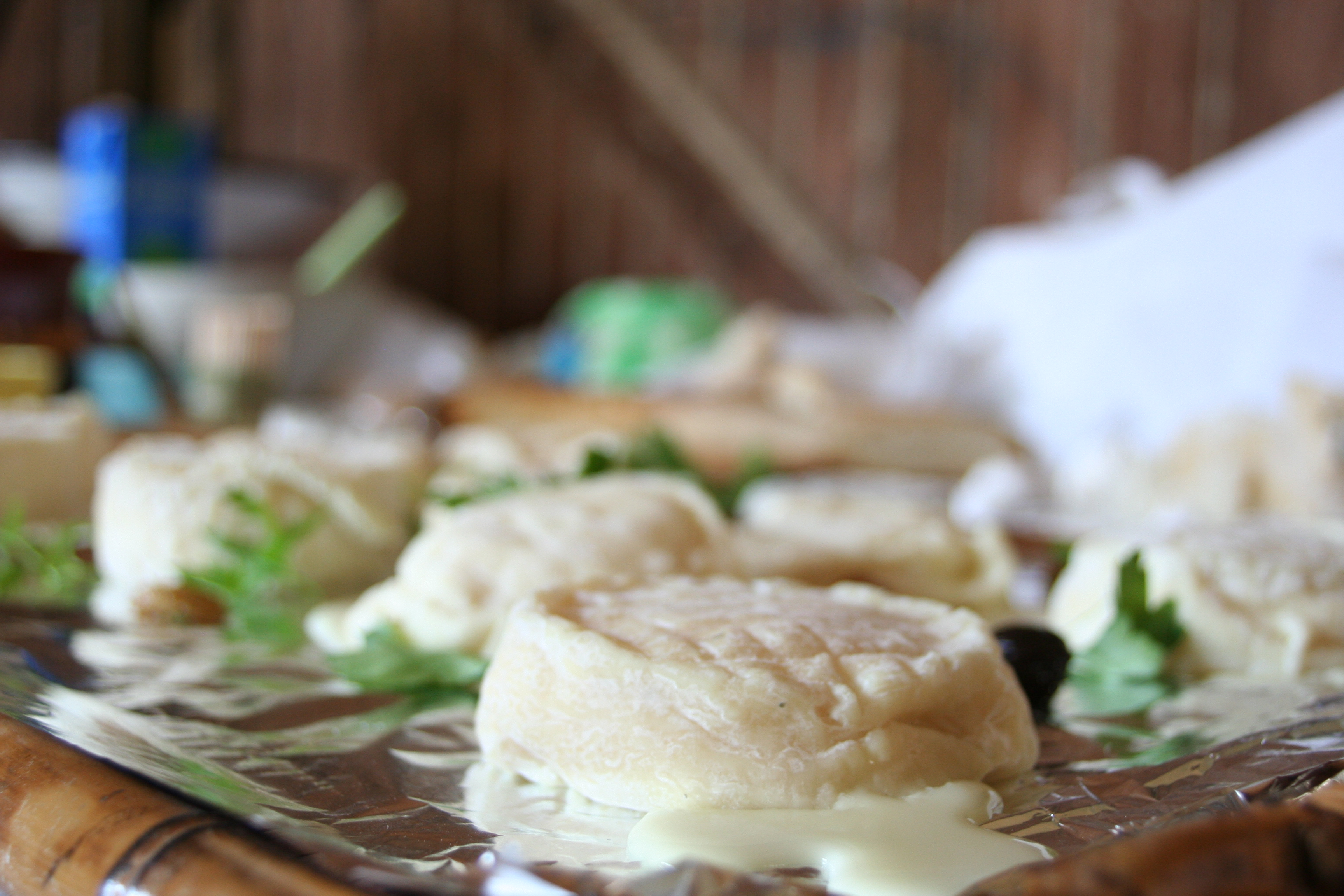
Pélardons coulants

De par sa taille modeste, Rennes-les-Bains n'a pas de spécialités culinaires proprement dites, mais le village se situe dans la région touristique, dite du Pays Cathare dont le nom a été déposé comme une marque par le conseil départemental de l'Aude et qui présente de nombreuses spécialités de nature alimentaire, autant dans la production (vins, fruits, légumes, viandes) que dans l'art culinaire.
On peut cependant découvrir dans les auberges et les restaurants de la localité et ses environs immédiats, quelques spécialités régionales, telles que des boissons comme la blanquette ou le crémant de Limoux qui peuvent accompagner la consommation de fromages comme le pélardon (ou Pélardou) qui est un petit fromage fabriqué à base de lait cru de chèvre, à pâte molle à croûte naturelle, d'un poids moyen de 60 grammes.
Le plat le plus répandu dans la région est le fréginat, (en français « fricassée »), qui est un plat traditionnel du massif des Corbières, réalisé avec du sanglier ou de la viande de porc. Au niveau local, ce plat est généralement mijoté avec des morceaux de l'échine et du collier de porc, du coulis de tomate, de la graisse de canard, des oignons et échalotes, le tout parfumé aux herbes de garrigues (laurier noble et thym, et parfois du romarin) qui rappellent la végétation de cette petite région montagneuse.
.

### Événements culturels et sportifs
- Les 6 heures pédestres de Rennes-les-Bains
- Le tour de l’Aude cycliste international féminin
- Le folklore international en Pyrénées audoises
- Le marché des potiers

### Jumelages
La commune de Rennes-les-Bains est jumelée depuis le 1er juillet 1985 avec la ville de Rennes, préfecture régionale de la Bretagne. L’homonymie des deux noms est à l’origine de ce jumelage entre la grande métropole de la Bretagne et le petit village du Languedoc

### Héraldique
| Rennes-les-Bains | Son blasonnement est : De gueules à la croix alésée d'or. |

## Médias

### Presse locale
Journaux locaux (quotidiens)
Rennes-les-Bains se situe sur la zone de diffusion de trois grands quotidiens régionaux français, dont la liste suit :
- Midi libre, quotidien du groupe de Presse Les Journaux du Midi appartenant au Groupe Sud Ouest ;
- L'indépendant, quotidien du même groupe de Presse français ;
- La Dépêche du Midi, de sensibilité de gauche, quotidien du groupe de presse Groupe La Dépêche.

Ces trois journaux présentent des informations locales au niveau du Razès et de la vallée de l'Aude, la Dépêche du Midi est plutôt distribuée dans la région Midi-Pyrénées (l'Aude, étant la seule exception avec le Lot-et-Garonne) et l'Indépendant qui est plutôt distribué dans le département des Pyrénées-Orientales. Le journal Midi-Libre est un quotidien du Languedoc-Roussillon. On peut donc constater que le territoire de Rennes-les-Bains, à l'instar de son département, se situe à la limite des trois zones d'influence de ces grands quotidiens régionaux.
Journaux locaux (hebdomadaires et mensuels)
Un journal hebdomadaire à diffusion régionale est distribué dans le canton de Quillan, à savoir :
- L'Écho du Languedoc, journal d'annonces légales spécialisé dans la publication d'appel d'offres dans le cadre des marchés publics locaux.

La mairie édite également un journal local distribué sur tout le territoire de la commune :
- Rennes-les-Bains - Bulletin municipal, journal mensuel d'information municipale, consacré à l'information des habitants sur la gestion locale et également consultable sur le web[73].

### Stations de radios
Radios FM nationales et locales
De grands groupes de radios installés en France possèdent des stations émettant sur le territoire de Rennes-les-Bains, dont notamment le groupe Radio France avec France Inter, France Info, France Bleu Roussillon), RTL Group avec RTL et Fun Radio, NRJ Group avec NRJ et Rire et chansons. les Radios chrétiennes francophones, réseau de radios chrétiennes de langue française dont le siège national est à Lyon possèdent également une station émettant sur le secteur de Rennes-le-Château, RCF Pays de l'Aude.
Une radio locale, dénommée à l'origine Radio Montaillou Pyrénées et qui se dénomme depuis Pyrénées FM, émet également sur le territoire de Rennes-les-Bains.

### Chaînes de télévision
France 3 Languedoc-Roussillon qui est une des vingt-quatre antennes métropolitaines de proximité du groupe France Télévisions, émet dans le secteur de Rennes-les-Bains.
Grâce à l'implantation de quatre antennes relais, les résidents du village de Rennes-les-Bains peuvent recevoir la Télévision Numérique Terrestre (TNT).

### Personnalités liées à la commune
- Henri Boudet (1837-1915) : célèbre curé de Rennes-les-Bains.

Cet homme fut ordonné prêtre en 1861. Il exercera ses fonctions du 1er janvier 1862 à Durban dans les Corbières méridionales qu’il quittera le 16 juin 1862 pour Caunes en Minervois où il demeure jusqu’au 30 octobre 1866. Le 1er novembre 1866, il est nommé curé desservant à Festes-et-Saint-André, une commune près de Limoux, avant d'être nommé à Rennes-les-Bains en 1872.
Il est l'auteur d'un ouvrage, considéré par certains spécialistes comme un livre codé et dénommé La vraie langue celtique et le Cromleck de Rennes-les-Bains, publié en 1886. C'est notamment ce livre qui a permis à certains journalistes et écrivains de relier hypothétiquement Henri Boudet à l'affaire de Rennes-le-Château comme a pu le faire l'écrivain, Gérard de Sède, auteur intéressé par l'ésotérisme et la pseudohistoire et qui a consacré de nombreuses publications sur ce sujet entre 1967 et 1980.
L'abbé Henri Boudet décèdera d'une longue maladie le 30 mars 1915  à Axat.